# Llista d'asteroides (181001-182000)
Llista d'asteroides del 181001 al 182000, amb data de descoberta i descobridor. És un fragment de la llista d'asteroides completa. Als asteroides se'ls dona un número quan es confirma la seva òrbita, per tant apareixen llistats aproximadament segons la data de descobriment.
Contingut: 181001... 181101... 181201... 181301... 181401... 181501... 181601... 181701... 181801... 181901... 

| Nom               | Designació provisional | Data de descobriment   | Lloc de descobriment | Descobridor/s                                          |
| 181001-181100     | 181001-181100          | 181001-181100          | 181001-181100        | 181001-181100                                          |
| ----------------- | ---------------------- | ---------------------- | -------------------- | ------------------------------------------------------ |
| 181001 -          | 2005 ND40              | 3 de juliol de 2005    | Mount Lemmon         | Mount Lemmon Survey                                    |
| 181002 -          | 2005 NG45              | 5 de juliol de 2005    | Mount Lemmon         | Mount Lemmon Survey                                    |
| 181003 -          | 2005 NJ47              | 7 de juliol de 2005    | Kitt Peak            | Spacewatch                                             |
| 181004 -          | 2005 NU47              | 7 de juliol de 2005    | Kitt Peak            | Spacewatch                                             |
| 181005 -          | 2005 NX48              | 4 de juliol de 2005    | Palomar              | NEAT                                                   |
| 181006 -          | 2005 ND54              | 10 de juliol de 2005   | Kitt Peak            | Spacewatch                                             |
| 181007 -          | 2005 NG55              | 10 de juliol de 2005   | Kitt Peak            | Spacewatch                                             |
| 181008 -          | 2005 NH57              | 5 de juliol de 2005    | Palomar              | NEAT                                                   |
| 181009 -          | 2005 NE63              | 13 de juliol de 2005   | RAS                  | A. Lowe                                                |
| 181010 -          | 2005 NA64              | 1 de juliol de 2005    | Kitt Peak            | Spacewatch                                             |
| 181011 -          | 2005 NM65              | 1 de juliol de 2005    | Kitt Peak            | Spacewatch                                             |
| 181012 -          | 2005 NE67              | 2 de juliol de 2005    | Kitt Peak            | Spacewatch                                             |
| 181013 -          | 2005 NU73              | 9 de juliol de 2005    | Kitt Peak            | Spacewatch                                             |
| 181014 -          | 2005 ND74              | 9 de juliol de 2005    | Kitt Peak            | Spacewatch                                             |
| 181015 -          | 2005 NU77              | 11 de juliol de 2005   | Mount Lemmon         | Mount Lemmon Survey                                    |
| 181016 -          | 2005 ND78              | 11 de juliol de 2005   | Kitt Peak            | Spacewatch                                             |
| 181017 -          | 2005 NK78              | 11 de juliol de 2005   | Kitt Peak            | Spacewatch                                             |
| 181018 -          | 2005 NU80              | 12 de juliol de 2005   | Bergisch Gladbach    | W. Bickel                                              |
| 181019 -          | 2005 NY84              | 2 de juliol de 2005    | Kitt Peak            | Spacewatch                                             |
| 181020 -          | 2005 NW86              | 3 de juliol de 2005    | Mount Lemmon         | Mount Lemmon Survey                                    |
| 181021 -          | 2005 NQ97              | 9 de juliol de 2005    | Kitt Peak            | Spacewatch                                             |
| 181022 -          | 2005 ND101             | 10 de juliol de 2005   | Kitt Peak            | Spacewatch                                             |
| 181023 -          | 2005 NW107             | 7 de juliol de 2005    | Mauna Kea            | C. Veillet                                             |
| 181024 -          | 2005 NM115             | 7 de juliol de 2005    | Mauna Kea            | C. Veillet                                             |
| 181025 -          | 2005 OU3               | 28 de juliol de 2005   | Reedy Creek          | J. Broughton                                           |
| 181026 -          | 2005 OX3               | 29 de juliol de 2005   | Palomar              | NEAT                                                   |
| 181027 -          | 2005 OR6               | 28 de juliol de 2005   | Palomar              | NEAT                                                   |
| 181028 -          | 2005 OW9               | 27 de juliol de 2005   | Palomar              | NEAT                                                   |
| 181029 -          | 2005 OX9               | 27 de juliol de 2005   | Palomar              | NEAT                                                   |
| 181030 -          | 2005 OP11              | 28 de juliol de 2005   | Palomar              | NEAT                                                   |
| 181031 -          | 2005 OX11              | 29 de juliol de 2005   | Palomar              | NEAT                                                   |
| 181032 -          | 2005 OO12              | 29 de juliol de 2005   | Palomar              | NEAT                                                   |
| 181033 -          | 2005 OX12              | 29 de juliol de 2005   | Palomar              | NEAT                                                   |
| 181034 -          | 2005 OM19              | 28 de juliol de 2005   | Palomar              | NEAT                                                   |
| 181035 -          | 2005 OO20              | 28 de juliol de 2005   | Palomar              | NEAT                                                   |
| 181036 -          | 2005 OV20              | 28 de juliol de 2005   | Palomar              | NEAT                                                   |
| 181037 -          | 2005 OE22              | 29 de juliol de 2005   | Palomar              | NEAT                                                   |
| 181038 -          | 2005 OZ22              | 29 de juliol de 2005   | Palomar              | NEAT                                                   |
| 181039 -          | 2005 OH24              | 30 de juliol de 2005   | Palomar              | NEAT                                                   |
| 181040 -          | 2005 OM25              | 31 de juliol de 2005   | Palomar              | NEAT                                                   |
| 181041 -          | 2005 OB28              | 30 de juliol de 2005   | Palomar              | NEAT                                                   |
| 181042 -          | 2005 OF29              | 16 de juliol de 2005   | Catalina             | CSS                                                    |
| 181043 -          | 2005 PV                | 4 d'agost de 2005      | Nakagawa             | Nakagawa                                               |
| 181044 -          | 2005 PE1               | 1 d'agost de 2005      | Siding Spring        | SSS                                                    |
| 181045 -          | 2005 PU1               | 1 d'agost de 2005      | Siding Spring        | SSS                                                    |
| 181046 -          | 2005 PU2               | 2 d'agost de 2005      | Socorro              | LINEAR                                                 |
| 181047 -          | 2005 PJ3               | 4 d'agost de 2005      | Palomar              | NEAT                                                   |
| 181048 -          | 2005 PS3               | 6 d'agost de 2005      | Reedy Creek          | J. Broughton                                           |
| 181049 -          | 2005 PH4               | 4 d'agost de 2005      | Palomar              | NEAT                                                   |
| 181050 -          | 2005 PB5               | 2 d'agost de 2005      | Reedy Creek          | J. Broughton                                           |
| 181051 -          | 2005 PC5               | 6 d'agost de 2005      | Reedy Creek          | J. Broughton                                           |
| 181052 -          | 2005 PO8               | 4 d'agost de 2005      | Palomar              | NEAT                                                   |
| 181053 -          | 2005 PH9               | 4 d'agost de 2005      | Palomar              | NEAT                                                   |
| 181054 -          | 2005 PZ11              | 4 d'agost de 2005      | Palomar              | NEAT                                                   |
| 181055 -          | 2005 PA14              | 4 d'agost de 2005      | Palomar              | NEAT                                                   |
| 181056 -          | 2005 PX17              | 11 d'agost de 2005     | Pla D'Arguines       | R. Ferrando, M. Ferrando                               |
| 181057 -          | 2005 PT18              | 9 d'agost de 2005      | Socorro              | LINEAR                                                 |
| 181058 -          | 2005 PQ19              | 6 d'agost de 2005      | Palomar              | NEAT                                                   |
| 181059 -          | 2005 QJ1               | 22 d'agost de 2005     | Palomar              | NEAT                                                   |
| 181060 -          | 2005 QX1               | 22 d'agost de 2005     | Palomar              | NEAT                                                   |
| 181061 -          | 2005 QF2               | 24 d'agost de 2005     | Palomar              | NEAT                                                   |
| 181062 -          | 2005 QG2               | 24 d'agost de 2005     | Palomar              | NEAT                                                   |
| 181063 -          | 2005 QP4               | 24 d'agost de 2005     | Palomar              | NEAT                                                   |
| 181064 -          | 2005 QT4               | 24 d'agost de 2005     | Palomar              | NEAT                                                   |
| 181065 -          | 2005 QY5               | 24 d'agost de 2005     | Palomar              | NEAT                                                   |
| 181066 -          | 2005 QC6               | 24 d'agost de 2005     | Palomar              | NEAT                                                   |
| 181067 -          | 2005 QG9               | 25 d'agost de 2005     | Palomar              | NEAT                                                   |
| 181068 -          | 2005 QA12              | 24 d'agost de 2005     | Palomar              | NEAT                                                   |
| 181069 -          | 2005 QF15              | 25 d'agost de 2005     | Palomar              | NEAT                                                   |
| 181070 -          | 2005 QG15              | 25 d'agost de 2005     | Palomar              | NEAT                                                   |
| 181071 -          | 2005 QH19              | 25 d'agost de 2005     | Campo Imperatore     | CINEOS                                                 |
| 181072 -          | 2005 QJ19              | 25 d'agost de 2005     | Campo Imperatore     | CINEOS                                                 |
| 181073 -          | 2005 QQ19              | 25 d'agost de 2005     | Campo Imperatore     | CINEOS                                                 |
| 181074 -          | 2005 QQ20              | 26 d'agost de 2005     | Anderson Mesa        | LONEOS                                                 |
| 181075 -          | 2005 QT20              | 26 d'agost de 2005     | Anderson Mesa        | LONEOS                                                 |
| 181076 -          | 2005 QG23              | 27 d'agost de 2005     | Anderson Mesa        | LONEOS                                                 |
| 181077 -          | 2005 QB26              | 27 d'agost de 2005     | Kitt Peak            | Spacewatch                                             |
| 181078 -          | 2005 QH26              | 27 d'agost de 2005     | Kitt Peak            | Spacewatch                                             |
| 181079 -          | 2005 QO27              | 27 d'agost de 2005     | Kitt Peak            | Spacewatch                                             |
| 181080 -          | 2005 QP31              | 22 d'agost de 2005     | Siding Spring        | SSS                                                    |
| 181081 -          | 2005 QM36              | 25 d'agost de 2005     | Palomar              | NEAT                                                   |
| 181082 -          | 2005 QC37              | 25 d'agost de 2005     | Palomar              | NEAT                                                   |
| 181083 -          | 2005 QY37              | 25 d'agost de 2005     | Palomar              | NEAT                                                   |
| 181084 -          | 2005 QN38              | 25 d'agost de 2005     | Campo Imperatore     | CINEOS                                                 |
| 181085 -          | 2005 QF42              | 26 d'agost de 2005     | Anderson Mesa        | LONEOS                                                 |
| 181086 -          | 2005 QL46              | 26 d'agost de 2005     | Palomar              | NEAT                                                   |
| 181087 -          | 2005 QW47              | 26 d'agost de 2005     | Palomar              | NEAT                                                   |
| 181088 -          | 2005 QB50              | 26 d'agost de 2005     | Palomar              | NEAT                                                   |
| 181089 -          | 2005 QV51              | 27 d'agost de 2005     | Anderson Mesa        | LONEOS                                                 |
| 181090 -          | 2005 QB52              | 27 d'agost de 2005     | Anderson Mesa        | LONEOS                                                 |
| 181091 -          | 2005 QW53              | 28 d'agost de 2005     | Kitt Peak            | Spacewatch                                             |
| 181092 -          | 2005 QN55              | 28 d'agost de 2005     | Anderson Mesa        | LONEOS                                                 |
| 181093 -          | 2005 QB56              | 28 d'agost de 2005     | Kitt Peak            | Spacewatch                                             |
| 181094 -          | 2005 QF56              | 28 d'agost de 2005     | Haleakala            | NEAT                                                   |
| 181095 -          | 2005 QE59              | 25 d'agost de 2005     | Palomar              | NEAT                                                   |
| 181096 -          | 2005 QC61              | 26 d'agost de 2005     | Palomar              | NEAT                                                   |
| 181097 -          | 2005 QG64              | 26 d'agost de 2005     | Palomar              | NEAT                                                   |
| 181098 -          | 2005 QW64              | 26 d'agost de 2005     | Anderson Mesa        | LONEOS                                                 |
| 181099 -          | 2005 QC66              | 27 d'agost de 2005     | Anderson Mesa        | LONEOS                                                 |
| 181100 -          | 2005 QV69              | 29 d'agost de 2005     | Socorro              | LINEAR                                                 |
| 181101-181200     |                        |                        |                      |                                                        |
| 181101 -          | 2005 QA70              | 29 d'agost de 2005     | Socorro              | LINEAR                                                 |
| 181102 -          | 2005 QB71              | 29 d'agost de 2005     | Socorro              | LINEAR                                                 |
| 181103 -          | 2005 QQ71              | 29 d'agost de 2005     | Anderson Mesa        | LONEOS                                                 |
| 181104 -          | 2005 QD72              | 29 d'agost de 2005     | Anderson Mesa        | LONEOS                                                 |
| 181105 -          | 2005 QO72              | 29 d'agost de 2005     | Kitt Peak            | Spacewatch                                             |
| 181106 -          | 2005 QW73              | 29 d'agost de 2005     | Anderson Mesa        | LONEOS                                                 |
| 181107 -          | 2005 QN76              | 24 d'agost de 2005     | Palomar              | NEAT                                                   |
| 181108 -          | 2005 QS76              | 28 d'agost de 2005     | Saint-Véran          | Saint-Véran                                            |
| 181109 -          | 2005 QZ80              | 28 d'agost de 2005     | Siding Spring        | SSS                                                    |
| 181110 -          | 2005 QO85              | 30 d'agost de 2005     | Kitt Peak            | Spacewatch                                             |
| 181111 -          | 2005 QJ88              | 24 d'agost de 2005     | Reedy Creek          | J. Broughton                                           |
| 181112 -          | 2005 QL91              | 25 d'agost de 2005     | Campo Imperatore     | CINEOS                                                 |
| 181113 -          | 2005 QS92              | 26 d'agost de 2005     | Palomar              | NEAT                                                   |
| 181114 -          | 2005 QK93              | 26 d'agost de 2005     | Palomar              | NEAT                                                   |
| 181115 -          | 2005 QF94              | 27 d'agost de 2005     | Palomar              | NEAT                                                   |
| 181116 -          | 2005 QN95              | 27 d'agost de 2005     | Palomar              | NEAT                                                   |
| 181117 -          | 2005 QH98              | 27 d'agost de 2005     | Palomar              | NEAT                                                   |
| 181118 -          | 2005 QM98              | 27 d'agost de 2005     | Palomar              | NEAT                                                   |
| 181119 -          | 2005 QO106             | 27 d'agost de 2005     | Palomar              | NEAT                                                   |
| 181120 -          | 2005 QM109             | 27 d'agost de 2005     | Palomar              | NEAT                                                   |
| 181121 -          | 2005 QD110             | 27 d'agost de 2005     | Palomar              | NEAT                                                   |
| 181122 -          | 2005 QV111             | 27 d'agost de 2005     | Palomar              | NEAT                                                   |
| 181123 -          | 2005 QX111             | 27 d'agost de 2005     | Palomar              | NEAT                                                   |
| 181124 -          | 2005 QN112             | 27 d'agost de 2005     | Palomar              | NEAT                                                   |
| 181125 -          | 2005 QY114             | 27 d'agost de 2005     | Palomar              | NEAT                                                   |
| 181126 -          | 2005 QN115             | 27 d'agost de 2005     | Palomar              | NEAT                                                   |
| 181127 -          | 2005 QZ124             | 28 d'agost de 2005     | Kitt Peak            | Spacewatch                                             |
| 181128 -          | 2005 QA127             | 28 d'agost de 2005     | Kitt Peak            | Spacewatch                                             |
| 181129 -          | 2005 QN135             | 28 d'agost de 2005     | Kitt Peak            | Spacewatch                                             |
| 181130 -          | 2005 QM137             | 28 d'agost de 2005     | Kitt Peak            | Spacewatch                                             |
| 181131 -          | 2005 QC139             | 28 d'agost de 2005     | Kitt Peak            | Spacewatch                                             |
| 181132 -          | 2005 QW140             | 29 d'agost de 2005     | Anderson Mesa        | LONEOS                                                 |
| 181133 -          | 2005 QH142             | 30 d'agost de 2005     | Socorro              | LINEAR                                                 |
| 181134 -          | 2005 QO149             | 28 d'agost de 2005     | Siding Spring        | SSS                                                    |
| 181135 -          | 2005 QW150             | 30 d'agost de 2005     | Kitt Peak            | Spacewatch                                             |
| 181136 -          | 2005 QA152             | 25 d'agost de 2005     | Piszkéstető          | Piszkéstető                                            |
| 181137 -          | 2005 QX155             | 30 d'agost de 2005     | Palomar              | NEAT                                                   |
| 181138 -          | 2005 QZ156             | 30 d'agost de 2005     | Palomar              | NEAT                                                   |
| 181139 -          | 2005 QZ157             | 26 d'agost de 2005     | Palomar              | NEAT                                                   |
| 181140 -          | 2005 QW165             | 31 d'agost de 2005     | Palomar              | NEAT                                                   |
| 181141 -          | 2005 QN171             | 29 d'agost de 2005     | Palomar              | NEAT                                                   |
| 181142 -          | 2005 QF174             | 31 d'agost de 2005     | Kitt Peak            | Spacewatch                                             |
| 181143 -          | 2005 QM174             | 31 d'agost de 2005     | Kitt Peak            | Spacewatch                                             |
| 181144 -          | 2005 QJ177             | 27 d'agost de 2005     | Kitt Peak            | Spacewatch                                             |
| 181145 -          | 2005 QC178             | 24 d'agost de 2005     | Palomar              | NEAT                                                   |
| 181146 -          | 2005 QY178             | 31 d'agost de 2005     | Kitt Peak            | Spacewatch                                             |
| 181147 -          | 2005 RF3               | 4 de setembre de 2005  | Marly                | Marly                                                  |
| 181148 -          | 2005 RL3               | 3 de setembre de 2005  | Palomar              | NEAT                                                   |
| 181149 -          | 2005 RV6               | 5 de setembre de 2005  | Haleakala            | NEAT                                                   |
| 181150 -          | 2005 RD7               | 6 de setembre de 2005  | Anderson Mesa        | LONEOS                                                 |
| 181151 -          | 2005 RG8               | 8 de setembre de 2005  | Socorro              | LINEAR                                                 |
| 181152 -          | 2005 RE15              | 1 de setembre de 2005  | Kitt Peak            | Spacewatch                                             |
| 181153 -          | 2005 RL22              | 10 de setembre de 2005 | Anderson Mesa        | LONEOS                                                 |
| 181154 -          | 2005 RX22              | 6 de setembre de 2005  | Anderson Mesa        | LONEOS                                                 |
| 181155 -          | 2005 RC24              | 11 de setembre de 2005 | Kitt Peak            | Spacewatch                                             |
| 181156 -          | 2005 RS31              | 13 de setembre de 2005 | Anderson Mesa        | LONEOS                                                 |
| 181157 -          | 2005 RE33              | 14 de setembre de 2005 | Catalina             | CSS                                                    |
| 181158 -          | 2005 RN41              | 13 de setembre de 2005 | Kitt Peak            | Spacewatch                                             |
| 181159 -          | 2005 RK47              | 13 de setembre de 2005 | Apache Point         | A. C. Becker                                           |
| 181160 -          | 2005 SZ2               | 23 de setembre de 2005 | Catalina             | CSS                                                    |
| 181161 -          | 2005 SQ3               | 23 de setembre de 2005 | Kitt Peak            | Spacewatch                                             |
| 181162 -          | 2005 SK11              | 23 de setembre de 2005 | Kitt Peak            | Spacewatch                                             |
| 181163 -          | 2005 SP13              | 24 de setembre de 2005 | Kitt Peak            | Spacewatch                                             |
| 181164 -          | 2005 SQ16              | 26 de setembre de 2005 | Kitt Peak            | Spacewatch                                             |
| 181165 -          | 2005 SD22              | 23 de setembre de 2005 | Kitt Peak            | Spacewatch                                             |
| 181166 -          | 2005 SZ24              | 24 de setembre de 2005 | Anderson Mesa        | LONEOS                                                 |
| 181167 -          | 2005 SF31              | 23 de setembre de 2005 | Anderson Mesa        | LONEOS                                                 |
| 181168 -          | 2005 SL43              | 24 de setembre de 2005 | Kitt Peak            | Spacewatch                                             |
| 181169 -          | 2005 SB53              | 25 de setembre de 2005 | Kitt Peak            | Spacewatch                                             |
| 181170 -          | 2005 SS59              | 26 de setembre de 2005 | Kitt Peak            | Spacewatch                                             |
| 181171 -          | 2005 SL60              | 26 de setembre de 2005 | Palomar              | NEAT                                                   |
| 181172 -          | 2005 SQ66              | 27 de setembre de 2005 | Kitt Peak            | Spacewatch                                             |
| 181173 -          | 2005 SY66              | 27 de setembre de 2005 | Kitt Peak            | Spacewatch                                             |
| 181174 -          | 2005 SV70              | 27 de setembre de 2005 | Junk Bond            | D. Healy                                               |
| 181175 -          | 2005 SY71              | 23 de setembre de 2005 | Catalina             | CSS                                                    |
| 181176 -          | 2005 SN73              | 23 de setembre de 2005 | Kitt Peak            | Spacewatch                                             |
| 181177 -          | 2005 SV73              | 23 de setembre de 2005 | Catalina             | CSS                                                    |
| 181178 -          | 2005 SL77              | 24 de setembre de 2005 | Kitt Peak            | Spacewatch                                             |
| 181179 -          | 2005 SV77              | 24 de setembre de 2005 | Kitt Peak            | Spacewatch                                             |
| 181180 -          | 2005 ST81              | 24 de setembre de 2005 | Kitt Peak            | Spacewatch                                             |
| 181181 -          | 2005 SZ85              | 24 de setembre de 2005 | Kitt Peak            | Spacewatch                                             |
| 181182 -          | 2005 SF87              | 24 de setembre de 2005 | Kitt Peak            | Spacewatch                                             |
| 181183 -          | 2005 SG92              | 24 de setembre de 2005 | Kitt Peak            | Spacewatch                                             |
| 181184 -          | 2005 SQ95              | 25 de setembre de 2005 | Kitt Peak            | Spacewatch                                             |
| 181185 -          | 2005 SD104             | 25 de setembre de 2005 | Kitt Peak            | Spacewatch                                             |
| 181186 -          | 2005 SW104             | 25 de setembre de 2005 | Kitt Peak            | Spacewatch                                             |
| 181187 -          | 2005 SG105             | 25 de setembre de 2005 | Kitt Peak            | Spacewatch                                             |
| 181188 -          | 2005 SL109             | 26 de setembre de 2005 | Kitt Peak            | Spacewatch                                             |
| 181189 -          | 2005 SP114             | 27 de setembre de 2005 | Kitt Peak            | Spacewatch                                             |
| 181190 -          | 2005 SU114             | 27 de setembre de 2005 | Kitt Peak            | Spacewatch                                             |
| 181191 -          | 2005 SR120             | 29 de setembre de 2005 | Kitt Peak            | Spacewatch                                             |
| 181192 -          | 2005 SM123             | 29 de setembre de 2005 | Anderson Mesa        | LONEOS                                                 |
| 181193 -          | 2005 ST123             | 29 de setembre de 2005 | Kitt Peak            | Spacewatch                                             |
| 181194 -          | 2005 SV129             | 29 de setembre de 2005 | Mount Lemmon         | Mount Lemmon Survey                                    |
| 181195 -          | 2005 SN132             | 29 de setembre de 2005 | Kitt Peak            | Spacewatch                                             |
| 181196 -          | 2005 SF137             | 24 de setembre de 2005 | Kitt Peak            | Spacewatch                                             |
| 181197 -          | 2005 SJ140             | 25 de setembre de 2005 | Kitt Peak            | Spacewatch                                             |
| 181198 -          | 2005 SW141             | 25 de setembre de 2005 | Kitt Peak            | Spacewatch                                             |
| 181199 -          | 2005 SP147             | 25 de setembre de 2005 | Kitt Peak            | Spacewatch                                             |
| 181200 -          | 2005 SO155             | 26 de setembre de 2005 | Socorro              | LINEAR                                                 |
| 181201-181300     |                        |                        |                      |                                                        |
| 181201 -          | 2005 ST160             | 27 de setembre de 2005 | Kitt Peak            | Spacewatch                                             |
| 181202 -          | 2005 SQ162             | 27 de setembre de 2005 | Kitt Peak            | Spacewatch                                             |
| 181203 -          | 2005 SW166             | 28 de setembre de 2005 | Palomar              | NEAT                                                   |
| 181204 -          | 2005 SU169             | 29 de setembre de 2005 | Kitt Peak            | Spacewatch                                             |
| 181205 -          | 2005 SR171             | 29 de setembre de 2005 | Kitt Peak            | Spacewatch                                             |
| 181206 -          | 2005 SG173             | 29 de setembre de 2005 | Kitt Peak            | Spacewatch                                             |
| 181207 -          | 2005 SX173             | 29 de setembre de 2005 | Anderson Mesa        | LONEOS                                                 |
| 181208 -          | 2005 SA179             | 29 de setembre de 2005 | Anderson Mesa        | LONEOS                                                 |
| 181209 -          | 2005 SP184             | 29 de setembre de 2005 | Kitt Peak            | Spacewatch                                             |
| 181210 -          | 2005 SR184             | 29 de setembre de 2005 | Kitt Peak            | Spacewatch                                             |
| 181211 -          | 2005 SQ190             | 29 de setembre de 2005 | Anderson Mesa        | LONEOS                                                 |
| 181212 -          | 2005 SW190             | 29 de setembre de 2005 | Anderson Mesa        | LONEOS                                                 |
| 181213 -          | 2005 SW191             | 29 de setembre de 2005 | Mount Lemmon         | Mount Lemmon Survey                                    |
| 181214 -          | 2005 SW197             | 30 de setembre de 2005 | Mount Lemmon         | Mount Lemmon Survey                                    |
| 181215 -          | 2005 SM198             | 30 de setembre de 2005 | Mount Lemmon         | Mount Lemmon Survey                                    |
| 181216 -          | 2005 SY252             | 24 de setembre de 2005 | Palomar              | NEAT                                                   |
| 181217 -          | 2005 SA255             | 22 de setembre de 2005 | Palomar              | NEAT                                                   |
| 181218 -          | 2005 SE255             | 22 de setembre de 2005 | Palomar              | NEAT                                                   |
| 181219 -          | 2005 SE259             | 24 de setembre de 2005 | Anderson Mesa        | LONEOS                                                 |
| 181220 -          | 2005 SB263             | 23 de setembre de 2005 | Kitt Peak            | Spacewatch                                             |
| 181221 -          | 2005 SR270             | 30 de setembre de 2005 | Anderson Mesa        | LONEOS                                                 |
| 181222 -          | 2005 TN1               | 1 d'octubre de 2005    | Socorro              | LINEAR                                                 |
| 181223 -          | 2005 TY2               | 1 d'octubre de 2005    | Catalina             | CSS                                                    |
| 181224 -          | 2005 TU3               | 1 d'octubre de 2005    | Anderson Mesa        | LONEOS                                                 |
| 181225 -          | 2005 TP29              | 3 d'octubre de 2005    | Kitt Peak            | Spacewatch                                             |
| 181226 -          | 2005 TD35              | 1 d'octubre de 2005    | Kitt Peak            | Spacewatch                                             |
| 181227 -          | 2005 TK36              | 1 d'octubre de 2005    | Mount Lemmon         | Mount Lemmon Survey                                    |
| 181228 -          | 2005 TA46              | 9 d'octubre de 2005    | Ottmarsheim          | Ottmarsheim                                            |
| 181229 -          | 2005 TO49              | 2 d'octubre de 2005    | Mount Lemmon         | Mount Lemmon Survey                                    |
| 181230 -          | 2005 TU64              | 1 d'octubre de 2005    | Kitt Peak            | Spacewatch                                             |
| 181231 -          | 2005 TA83              | 3 d'octubre de 2005    | Socorro              | LINEAR                                                 |
| 181232 -          | 2005 TO96              | 6 d'octubre de 2005    | Mount Lemmon         | Mount Lemmon Survey                                    |
| 181233 -          | 2005 TB101             | 7 d'octubre de 2005    | Catalina             | CSS                                                    |
| 181234 -          | 2005 TM130             | 7 d'octubre de 2005    | Kitt Peak            | Spacewatch                                             |
| 181235 -          | 2005 TQ130             | 7 d'octubre de 2005    | Kitt Peak            | Spacewatch                                             |
| 181236 -          | 2005 TV136             | 6 d'octubre de 2005    | Kitt Peak            | Spacewatch                                             |
| 181237 -          | 2005 TF154             | 8 d'octubre de 2005    | Socorro              | LINEAR                                                 |
| 181238 -          | 2005 TP176             | 1 d'octubre de 2005    | Kitt Peak            | Spacewatch                                             |
| 181239 -          | 2005 TC190             | 1 d'octubre de 2005    | Kitt Peak            | Spacewatch                                             |
| 181240 -          | 2005 UQ4               | 26 d'octubre de 2005   | Socorro              | LINEAR                                                 |
| 181241 -          | 2005 UD7               | 28 d'octubre de 2005   | Suno                 | V. S. Casulli                                          |
| 181242 -          | 2005 UO24              | 23 d'octubre de 2005   | Kitt Peak            | Spacewatch                                             |
| 181243 -          | 2005 UC48              | 22 d'octubre de 2005   | Palomar              | NEAT                                                   |
| 181244 -          | 2005 UH48              | 22 d'octubre de 2005   | Palomar              | NEAT                                                   |
| 181245 -          | 2005 UW65              | 22 d'octubre de 2005   | Anderson Mesa        | LONEOS                                                 |
| 181246 -          | 2005 UX65              | 22 d'octubre de 2005   | Palomar              | NEAT                                                   |
| 181247 -          | 2005 UP66              | 22 d'octubre de 2005   | Palomar              | NEAT                                                   |
| 181248 -          | 2005 UL145             | 26 d'octubre de 2005   | Kitt Peak            | Spacewatch                                             |
| 181249 -          | 2005 UZ158             | 30 d'octubre de 2005   | Andrushivka          | Andrushivka                                            |
| 181250 -          | 2005 UU177             | 24 d'octubre de 2005   | Kitt Peak            | Spacewatch                                             |
| 181251 -          | 2005 UD252             | 25 d'octubre de 2005   | Anderson Mesa        | LONEOS                                                 |
| 181252 -          | 2005 UD255             | 24 d'octubre de 2005   | Kitt Peak            | Spacewatch                                             |
| 181253 -          | 2005 UD283             | 26 d'octubre de 2005   | Kitt Peak            | Spacewatch                                             |
| 181254 -          | 2005 UJ288             | 26 d'octubre de 2005   | Kitt Peak            | Spacewatch                                             |
| 181255 -          | 2005 UC317             | 27 d'octubre de 2005   | Palomar              | NEAT                                                   |
| 181256 -          | 2005 UD359             | 25 d'octubre de 2005   | Kitt Peak            | Spacewatch                                             |
| 181257 -          | 2005 UW363             | 27 d'octubre de 2005   | Kitt Peak            | Spacewatch                                             |
| 181258 -          | 2005 VW8               | 1 de novembre de 2005  | Kitt Peak            | Spacewatch                                             |
| 181259 -          | 2005 VH9               | 1 de novembre de 2005  | Kitt Peak            | Spacewatch                                             |
| 181260 -          | 2005 VR43              | 3 de novembre de 2005  | Kitt Peak            | Spacewatch                                             |
| 181261 -          | 2005 VY76              | 4 de novembre de 2005  | Catalina             | CSS                                                    |
| 181262 -          | 2005 VV79              | 4 de novembre de 2005  | Catalina             | CSS                                                    |
| 181263 -          | 2005 VB99              | 10 de novembre de 2005 | Kitt Peak            | Spacewatch                                             |
| 181264 -          | 2005 VE113             | 10 de novembre de 2005 | Catalina             | CSS                                                    |
| 181265 -          | 2005 VC132             | 1 de novembre de 2005  | Apache Point         | A. C. Becker                                           |
| 181266 -          | 2005 WU5               | 21 de novembre de 2005 | Anderson Mesa        | LONEOS                                                 |
| 181267 -          | 2005 WX16              | 22 de novembre de 2005 | Kitt Peak            | Spacewatch                                             |
| 181268 -          | 2005 WS36              | 22 de novembre de 2005 | Kitt Peak            | Spacewatch                                             |
| 181269 -          | 2005 WV86              | 28 de novembre de 2005 | Catalina             | CSS                                                    |
| 181270 -          | 2005 WS126             | 25 de novembre de 2005 | Mount Lemmon         | Mount Lemmon Survey                                    |
| 181271 -          | 2005 WE163             | 29 de novembre de 2005 | Mount Lemmon         | Mount Lemmon Survey                                    |
| 181272 -          | 2005 WR184             | 29 de novembre de 2005 | Palomar              | NEAT                                                   |
| 181273 -          | 2005 XY1               | 1 de desembre de 2005  | Mount Lemmon         | Mount Lemmon Survey                                    |
| 181274 -          | 2005 XC8               | 5 de desembre de 2005  | Pla D'Arguines       | Pla D'Arguines                                         |
| 181275 -          | 2005 XN8               | 1 de desembre de 2005  | Kitt Peak            | Spacewatch                                             |
| 181276 -          | 2005 XN28              | 1 de desembre de 2005  | Catalina             | CSS                                                    |
| 181277 -          | 2005 YA2               | 21 de desembre de 2005 | Kitt Peak            | Spacewatch                                             |
| 181278 -          | 2005 YR53              | 22 de desembre de 2005 | Kitt Peak            | Spacewatch                                             |
| 181279 Iapyx      | 2006 BF8               | 22 de gener de 2006    | Tenagra II           | J.-C. Merlin                                           |
| 181280 -          | 2006 ES71              | 2 de març de 2006      | Kitt Peak            | Spacewatch                                             |
| 181281 -          | 2006 KO82              | 25 de maig de 2006     | Mount Lemmon         | Mount Lemmon Survey                                    |
| 181282 -          | 2006 KK97              | 25 de maig de 2006     | Kitt Peak            | Spacewatch                                             |
| 181283 -          | 2006 OQ2               | 19 de juliol de 2006   | Palomar              | NEAT                                                   |
| 181284 -          | 2006 OH4               | 21 de juliol de 2006   | Mount Lemmon         | Mount Lemmon Survey                                    |
| 181285 -          | 2006 OO4               | 21 de juliol de 2006   | Mount Lemmon         | Mount Lemmon Survey                                    |
| 181286 -          | 2006 OS4               | 21 de juliol de 2006   | Mount Lemmon         | Mount Lemmon Survey                                    |
| 181287 -          | 2006 OF7               | 24 de juliol de 2006   | Socorro              | LINEAR                                                 |
| 181288 -          | 2006 OW14              | 20 de juliol de 2006   | Reedy Creek          | J. Broughton                                           |
| 181289 -          | 2006 OF17              | 21 de juliol de 2006   | Mount Lemmon         | Mount Lemmon Survey                                    |
| 181290 -          | 2006 OU20              | 21 de juliol de 2006   | Mount Lemmon         | Mount Lemmon Survey                                    |
| 181291 -          | 2006 PR1               | 11 d'agost de 2006     | Palomar              | NEAT                                                   |
| 181292 -          | 2006 PR10              | 13 d'agost de 2006     | Palomar              | NEAT                                                   |
| 181293 -          | 2006 PB12              | 13 d'agost de 2006     | Palomar              | NEAT                                                   |
| 181294 -          | 2006 PP12              | 13 d'agost de 2006     | Palomar              | NEAT                                                   |
| 181295 -          | 2006 PH21              | 15 d'agost de 2006     | Palomar              | NEAT                                                   |
| 181296 -          | 2006 PV24              | 12 d'agost de 2006     | Palomar              | NEAT                                                   |
| 181297 -          | 2006 PY26              | 15 d'agost de 2006     | Palomar              | NEAT                                                   |
| 181298 -          | 2006 QY                | 17 d'agost de 2006     | Piszkéstető          | Piszkéstető                                            |
| 181299 -          | 2006 QZ2               | 17 d'agost de 2006     | Palomar              | NEAT                                                   |
| 181300 -          | 2006 QR8               | 19 d'agost de 2006     | Kitt Peak            | Spacewatch                                             |
| 181301-181400     |                        |                        |                      |                                                        |
| 181301 -          | 2006 QD9               | 19 d'agost de 2006     | Kitt Peak            | Spacewatch                                             |
| 181302 -          | 2006 QS19              | 17 d'agost de 2006     | Socorro              | LINEAR                                                 |
| 181303 -          | 2006 QY20              | 18 d'agost de 2006     | Anderson Mesa        | LONEOS                                                 |
| 181304 -          | 2006 QO24              | 17 d'agost de 2006     | Palomar              | NEAT                                                   |
| 181305 -          | 2006 QR24              | 17 d'agost de 2006     | Palomar              | NEAT                                                   |
| 181306 -          | 2006 QK25              | 18 d'agost de 2006     | Socorro              | LINEAR                                                 |
| 181307 -          | 2006 QX29              | 19 d'agost de 2006     | Anderson Mesa        | LONEOS                                                 |
| 181308 -          | 2006 QB30              | 19 d'agost de 2006     | Anderson Mesa        | LONEOS                                                 |
| 181309 -          | 2006 QV30              | 22 d'agost de 2006     | Palomar              | NEAT                                                   |
| 181310 -          | 2006 QE35              | 17 d'agost de 2006     | Palomar              | NEAT                                                   |
| 181311 -          | 2006 QW35              | 17 d'agost de 2006     | Palomar              | NEAT                                                   |
| 181312 -          | 2006 QV39              | 24 d'agost de 2006     | San Marcello         | A. Boattini, L. Tesi                                   |
| 181313 -          | 2006 QX45              | 19 d'agost de 2006     | Kitt Peak            | Spacewatch                                             |
| 181314 -          | 2006 QY46              | 20 d'agost de 2006     | Kitt Peak            | Spacewatch                                             |
| 181315 -          | 2006 QW47              | 21 d'agost de 2006     | Socorro              | LINEAR                                                 |
| 181316 -          | 2006 QX48              | 21 d'agost de 2006     | Kitt Peak            | Spacewatch                                             |
| 181317 -          | 2006 QX50              | 22 d'agost de 2006     | Palomar              | NEAT                                                   |
| 181318 -          | 2006 QT55              | 24 d'agost de 2006     | Socorro              | LINEAR                                                 |
| 181319 -          | 2006 QU56              | 24 d'agost de 2006     | Socorro              | LINEAR                                                 |
| 181320 -          | 2006 QX56              | 27 d'agost de 2006     | Anderson Mesa        | LONEOS                                                 |
| 181321 -          | 2006 QR62              | 23 d'agost de 2006     | Socorro              | LINEAR                                                 |
| 181322 -          | 2006 QZ67              | 21 d'agost de 2006     | Kitt Peak            | Spacewatch                                             |
| 181323 -          | 2006 QJ79              | 24 d'agost de 2006     | Palomar              | NEAT                                                   |
| 181324 -          | 2006 QX80              | 24 d'agost de 2006     | Palomar              | NEAT                                                   |
| 181325 -          | 2006 QW88              | 27 d'agost de 2006     | Kitt Peak            | Spacewatch                                             |
| 181326 -          | 2006 QS90              | 22 d'agost de 2006     | Palomar              | NEAT                                                   |
| 181327 -          | 2006 QZ94              | 16 d'agost de 2006     | Palomar              | NEAT                                                   |
| 181328 -          | 2006 QD95              | 16 d'agost de 2006     | Palomar              | NEAT                                                   |
| 181329 -          | 2006 QZ97              | 22 d'agost de 2006     | Palomar              | NEAT                                                   |
| 181330 -          | 2006 QX109             | 28 d'agost de 2006     | Kitt Peak            | Spacewatch                                             |
| 181331 -          | 2006 QH112             | 23 d'agost de 2006     | Palomar              | NEAT                                                   |
| 181332 -          | 2006 QS112             | 23 d'agost de 2006     | Palomar              | NEAT                                                   |
| 181333 -          | 2006 QX113             | 25 d'agost de 2006     | Socorro              | LINEAR                                                 |
| 181334 -          | 2006 QY119             | 28 d'agost de 2006     | Catalina             | CSS                                                    |
| 181335 -          | 2006 QQ122             | 29 d'agost de 2006     | Catalina             | CSS                                                    |
| 181336 -          | 2006 QD125             | 16 d'agost de 2006     | Palomar              | NEAT                                                   |
| 181337 -          | 2006 QW126             | 16 d'agost de 2006     | Palomar              | NEAT                                                   |
| 181338 -          | 2006 QK147             | 18 d'agost de 2006     | Kitt Peak            | Spacewatch                                             |
| 181339 -          | 2006 QK159             | 19 d'agost de 2006     | Kitt Peak            | Spacewatch                                             |
| 181340 -          | 2006 QX182             | 19 d'agost de 2006     | Kitt Peak            | Spacewatch                                             |
| 181341 -          | 2006 RJ4               | 12 de setembre de 2006 | Catalina             | CSS                                                    |
| 181342 -          | 2006 RE5               | 14 de setembre de 2006 | Catalina             | CSS                                                    |
| 181343 -          | 2006 RS6               | 14 de setembre de 2006 | Catalina             | CSS                                                    |
| 181344 -          | 2006 RB7               | 14 de setembre de 2006 | Kitt Peak            | Spacewatch                                             |
| 181345 -          | 2006 RC7               | 14 de setembre de 2006 | Kitt Peak            | Spacewatch                                             |
| 181346 -          | 2006 RV18              | 14 de setembre de 2006 | Palomar              | NEAT                                                   |
| 181347 -          | 2006 RU22              | 15 de setembre de 2006 | Goodricke-Pigott     | R. A. Tucker                                           |
| 181348 -          | 2006 RM30              | 15 de setembre de 2006 | Kitt Peak            | Spacewatch                                             |
| 181349 -          | 2006 RO31              | 15 de setembre de 2006 | Kitt Peak            | Spacewatch                                             |
| 181350 -          | 2006 RZ32              | 15 de setembre de 2006 | Kitt Peak            | Spacewatch                                             |
| 181351 -          | 2006 RF35              | 14 de setembre de 2006 | Palomar              | NEAT                                                   |
| 181352 -          | 2006 RY37              | 12 de setembre de 2006 | Catalina             | CSS                                                    |
| 181353 -          | 2006 RJ38              | 13 de setembre de 2006 | Palomar              | NEAT                                                   |
| 181354 -          | 2006 RP39              | 12 de setembre de 2006 | Catalina             | CSS                                                    |
| 181355 -          | 2006 RY42              | 14 de setembre de 2006 | Kitt Peak            | Spacewatch                                             |
| 181356 -          | 2006 RP46              | 14 de setembre de 2006 | Kitt Peak            | Spacewatch                                             |
| 181357 -          | 2006 RB50              | 14 de setembre de 2006 | Kitt Peak            | Spacewatch                                             |
| 181358 -          | 2006 RK52              | 14 de setembre de 2006 | Kitt Peak            | Spacewatch                                             |
| 181359 -          | 2006 RH55              | 14 de setembre de 2006 | Kitt Peak            | Spacewatch                                             |
| 181360 -          | 2006 RF76              | 15 de setembre de 2006 | Kitt Peak            | Spacewatch                                             |
| 181361 -          | 2006 RE87              | 15 de setembre de 2006 | Kitt Peak            | Spacewatch                                             |
| 181362 -          | 2006 RA89              | 15 de setembre de 2006 | Kitt Peak            | Spacewatch                                             |
| 181363 -          | 2006 RS93              | 15 de setembre de 2006 | Kitt Peak            | Spacewatch                                             |
| 181364 -          | 2006 RJ95              | 15 de setembre de 2006 | Kitt Peak            | Spacewatch                                             |
| 181365 -          | 2006 RF99              | 15 de setembre de 2006 | Kitt Peak            | Spacewatch                                             |
| 181366 -          | 2006 RW99              | 14 de setembre de 2006 | Catalina             | CSS                                                    |
| 181367 -          | 2006 RF101             | 14 de setembre de 2006 | Palomar              | NEAT                                                   |
| 181368 -          | 2006 SS3               | 16 de setembre de 2006 | Socorro              | LINEAR                                                 |
| 181369 -          | 2006 SX3               | 16 de setembre de 2006 | Catalina             | CSS                                                    |
| 181370 -          | 2006 SZ3               | 16 de setembre de 2006 | Catalina             | CSS                                                    |
| 181371 -          | 2006 SD4               | 16 de setembre de 2006 | Catalina             | CSS                                                    |
| 181372 -          | 2006 SQ4               | 16 de setembre de 2006 | Catalina             | CSS                                                    |
| 181373 -          | 2006 SO5               | 16 de setembre de 2006 | Palomar              | NEAT                                                   |
| 181374 -          | 2006 SL8               | 16 de setembre de 2006 | Anderson Mesa        | LONEOS                                                 |
| 181375 -          | 2006 SM8               | 16 de setembre de 2006 | Anderson Mesa        | LONEOS                                                 |
| 181376 -          | 2006 SJ12              | 16 de setembre de 2006 | Anderson Mesa        | LONEOS                                                 |
| 181377 -          | 2006 SU13              | 17 de setembre de 2006 | Socorro              | LINEAR                                                 |
| 181378 -          | 2006 SA15              | 17 de setembre de 2006 | Catalina             | CSS                                                    |
| 181379 -          | 2006 SV18              | 17 de setembre de 2006 | Kitt Peak            | Spacewatch                                             |
| 181380 -          | 2006 SF36              | 17 de setembre de 2006 | Anderson Mesa        | LONEOS                                                 |
| 181381 -          | 2006 SD37              | 17 de setembre de 2006 | Kitt Peak            | Spacewatch                                             |
| 181382 -          | 2006 SF37              | 17 de setembre de 2006 | Kitt Peak            | Spacewatch                                             |
| 181383 -          | 2006 SN43              | 16 de setembre de 2006 | Anderson Mesa        | LONEOS                                                 |
| 181384 -          | 2006 SZ46              | 19 de setembre de 2006 | Catalina             | CSS                                                    |
| 181385 -          | 2006 SU47              | 19 de setembre de 2006 | Catalina             | CSS                                                    |
| 181386 -          | 2006 SD49              | 18 de setembre de 2006 | Kitt Peak            | Spacewatch                                             |
| 181387 -          | 2006 SS51              | 17 de setembre de 2006 | Anderson Mesa        | LONEOS                                                 |
| 181388 -          | 2006 ST60              | 18 de setembre de 2006 | Catalina             | CSS                                                    |
| 181389 -          | 2006 SW60              | 18 de setembre de 2006 | Catalina             | CSS                                                    |
| 181390 -          | 2006 SX71              | 19 de setembre de 2006 | Kitt Peak            | Spacewatch                                             |
| 181391 -          | 2006 SM75              | 19 de setembre de 2006 | Kitt Peak            | Spacewatch                                             |
| 181392 -          | 2006 SY77              | 23 de setembre de 2006 | Piszkéstető          | K. Sárneczky, Z. Kuli                                  |
| 181393 -          | 2006 SK90              | 18 de setembre de 2006 | Kitt Peak            | Spacewatch                                             |
| 181394 -          | 2006 SX90              | 18 de setembre de 2006 | Kitt Peak            | Spacewatch                                             |
| 181395 -          | 2006 SY92              | 18 de setembre de 2006 | Kitt Peak            | Spacewatch                                             |
| 181396 -          | 2006 SW95              | 18 de setembre de 2006 | Kitt Peak            | Spacewatch                                             |
| 181397 -          | 2006 SF99              | 18 de setembre de 2006 | Kitt Peak            | Spacewatch                                             |
| 181398 -          | 2006 SC108             | 19 de setembre de 2006 | Anderson Mesa        | LONEOS                                                 |
| 181399 -          | 2006 SD111             | 21 de setembre de 2006 | Anderson Mesa        | LONEOS                                                 |
| 181400 -          | 2006 SV115             | 24 de setembre de 2006 | Anderson Mesa        | LONEOS                                                 |
| 181401-181500     |                        |                        |                      |                                                        |
| 181401 -          | 2006 SF117             | 24 de setembre de 2006 | Kitt Peak            | Spacewatch                                             |
| 181402 -          | 2006 SR118             | 24 de setembre de 2006 | Junk Bond            | D. Healy                                               |
| 181403 -          | 2006 SW121             | 19 de setembre de 2006 | Catalina             | CSS                                                    |
| 181404 -          | 2006 SD124             | 19 de setembre de 2006 | Catalina             | CSS                                                    |
| 181405 -          | 2006 SK126             | 21 de setembre de 2006 | Anderson Mesa        | LONEOS                                                 |
| 181406 -          | 2006 SO132             | 16 de setembre de 2006 | Catalina             | CSS                                                    |
| 181407 -          | 2006 SQ133             | 17 de setembre de 2006 | Catalina             | CSS                                                    |
| 181408 -          | 2006 SK138             | 20 de setembre de 2006 | Anderson Mesa        | LONEOS                                                 |
| 181409 -          | 2006 SD141             | 25 de setembre de 2006 | Anderson Mesa        | LONEOS                                                 |
| 181410 -          | 2006 SE162             | 24 de setembre de 2006 | Anderson Mesa        | LONEOS                                                 |
| 181411 -          | 2006 SY170             | 25 de setembre de 2006 | Kitt Peak            | Spacewatch                                             |
| 181412 -          | 2006 SO173             | 25 de setembre de 2006 | Socorro              | LINEAR                                                 |
| 181413 -          | 2006 SY179             | 25 de setembre de 2006 | Kitt Peak            | Spacewatch                                             |
| 181414 -          | 2006 SX186             | 25 de setembre de 2006 | Mount Lemmon         | Mount Lemmon Survey                                    |
| 181415 -          | 2006 SA193             | 26 de setembre de 2006 | Mount Lemmon         | Mount Lemmon Survey                                    |
| 181416 -          | 2006 SL210             | 26 de setembre de 2006 | Mount Lemmon         | Mount Lemmon Survey                                    |
| 181417 -          | 2006 SO214             | 27 de setembre de 2006 | Mount Lemmon         | Mount Lemmon Survey                                    |
| 181418 -          | 2006 SJ216             | 27 de setembre de 2006 | Kitt Peak            | Spacewatch                                             |
| 181419 -          | 2006 SN218             | 28 de setembre de 2006 | OAM                  | OAM                                                    |
| 181420 -          | 2006 SK258             | 26 de setembre de 2006 | Kitt Peak            | Spacewatch                                             |
| 181421 -          | 2006 SM262             | 26 de setembre de 2006 | Mount Lemmon         | Mount Lemmon Survey                                    |
| 181422 -          | 2006 SQ272             | 27 de setembre de 2006 | Kitt Peak            | Spacewatch                                             |
| 181423 -          | 2006 SF274             | 27 de setembre de 2006 | Kitt Peak            | Spacewatch                                             |
| 181424 -          | 2006 SM276             | 28 de setembre de 2006 | Socorro              | LINEAR                                                 |
| 181425 -          | 2006 SF279             | 28 de setembre de 2006 | Goodricke-Pigott     | R. A. Tucker                                           |
| 181426 -          | 2006 SP281             | 17 de setembre de 2006 | Catalina             | CSS                                                    |
| 181427 -          | 2006 SW281             | 19 de setembre de 2006 | Catalina             | CSS                                                    |
| 181428 -          | 2006 SG289             | 26 de setembre de 2006 | Catalina             | CSS                                                    |
| 181429 -          | 2006 SO315             | 27 de setembre de 2006 | Kitt Peak            | Spacewatch                                             |
| 181430 -          | 2006 SV320             | 27 de setembre de 2006 | Kitt Peak            | Spacewatch                                             |
| 181431 -          | 2006 SA321             | 27 de setembre de 2006 | Kitt Peak            | Spacewatch                                             |
| 181432 -          | 2006 SX327             | 27 de setembre de 2006 | Kitt Peak            | Spacewatch                                             |
| 181433 -          | 2006 SZ335             | 28 de setembre de 2006 | Kitt Peak            | Spacewatch                                             |
| 181434 -          | 2006 SC344             | 28 de setembre de 2006 | Kitt Peak            | Spacewatch                                             |
| 181435 -          | 2006 SD347             | 28 de setembre de 2006 | Kitt Peak            | Spacewatch                                             |
| 181436 -          | 2006 SM348             | 28 de setembre de 2006 | Kitt Peak            | Spacewatch                                             |
| 181437 -          | 2006 SB349             | 28 de setembre de 2006 | Kitt Peak            | Spacewatch                                             |
| 181438 -          | 2006 SY350             | 30 de setembre de 2006 | Catalina             | CSS                                                    |
| 181439 -          | 2006 SW359             | 30 de setembre de 2006 | Catalina             | CSS                                                    |
| 181440 -          | 2006 SN380             | 27 de setembre de 2006 | Apache Point         | A. C. Becker                                           |
| 181441 -          | 2006 SV381             | 28 de setembre de 2006 | Apache Point         | A. C. Becker                                           |
| 181442 -          | 2006 SX391             | 19 de setembre de 2006 | Catalina             | CSS                                                    |
| 181443 -          | 2006 SJ393             | 28 de setembre de 2006 | Mount Lemmon         | Mount Lemmon Survey                                    |
| 181444 -          | 2006 TB14              | 10 d'octubre de 2006   | Palomar              | NEAT                                                   |
| 181445 -          | 2006 TT15              | 11 d'octubre de 2006   | Kitt Peak            | Spacewatch                                             |
| 181446 -          | 2006 TY18              | 11 d'octubre de 2006   | Kitt Peak            | Spacewatch                                             |
| 181447 -          | 2006 TD19              | 11 d'octubre de 2006   | Kitt Peak            | Spacewatch                                             |
| 181448 -          | 2006 TQ19              | 11 d'octubre de 2006   | Kitt Peak            | Spacewatch                                             |
| 181449 -          | 2006 TC20              | 11 d'octubre de 2006   | Kitt Peak            | Spacewatch                                             |
| 181450 -          | 2006 TF21              | 11 d'octubre de 2006   | Kitt Peak            | Spacewatch                                             |
| 181451 -          | 2006 TD23              | 11 d'octubre de 2006   | Kitt Peak            | Spacewatch                                             |
| 181452 -          | 2006 TJ23              | 11 d'octubre de 2006   | Kitt Peak            | Spacewatch                                             |
| 181453 -          | 2006 TY25              | 12 d'octubre de 2006   | Kitt Peak            | Spacewatch                                             |
| 181454 -          | 2006 TK35              | 12 d'octubre de 2006   | Kitt Peak            | Spacewatch                                             |
| 181455 -          | 2006 TL35              | 12 d'octubre de 2006   | Kitt Peak            | Spacewatch                                             |
| 181456 -          | 2006 TG36              | 12 d'octubre de 2006   | Kitt Peak            | Spacewatch                                             |
| 181457 -          | 2006 TD42              | 12 d'octubre de 2006   | Kitt Peak            | Spacewatch                                             |
| 181458 -          | 2006 TH44              | 12 d'octubre de 2006   | Kitt Peak            | Spacewatch                                             |
| 181459 -          | 2006 TM44              | 12 d'octubre de 2006   | Kitt Peak            | Spacewatch                                             |
| 181460 -          | 2006 TF49              | 12 d'octubre de 2006   | Palomar              | NEAT                                                   |
| 181461 -          | 2006 TZ49              | 12 d'octubre de 2006   | Palomar              | NEAT                                                   |
| 181462 -          | 2006 TW50              | 12 d'octubre de 2006   | Kitt Peak            | Spacewatch                                             |
| 181463 -          | 2006 TY51              | 12 d'octubre de 2006   | Kitt Peak            | Spacewatch                                             |
| 181464 -          | 2006 TL54              | 12 d'octubre de 2006   | Palomar              | NEAT                                                   |
| 181465 -          | 2006 TX54              | 12 d'octubre de 2006   | Palomar              | NEAT                                                   |
| 181466 -          | 2006 TU55              | 12 d'octubre de 2006   | Palomar              | NEAT                                                   |
| 181467 -          | 2006 TY55              | 12 d'octubre de 2006   | Palomar              | NEAT                                                   |
| 181468 -          | 2006 TN56              | 13 d'octubre de 2006   | Kitt Peak            | Spacewatch                                             |
| 181469 -          | 2006 TK63              | 10 d'octubre de 2006   | Palomar              | NEAT                                                   |
| 181470 -          | 2006 TY63              | 10 d'octubre de 2006   | Palomar              | NEAT                                                   |
| 181471 -          | 2006 TT67              | 11 d'octubre de 2006   | Palomar              | NEAT                                                   |
| 181472 -          | 2006 TQ71              | 11 d'octubre de 2006   | Palomar              | NEAT                                                   |
| 181473 -          | 2006 TW71              | 11 d'octubre de 2006   | Palomar              | NEAT                                                   |
| 181474 -          | 2006 TR75              | 11 d'octubre de 2006   | Palomar              | NEAT                                                   |
| 181475 -          | 2006 TL80              | 13 d'octubre de 2006   | Kitt Peak            | Spacewatch                                             |
| 181476 -          | 2006 TK84              | 13 d'octubre de 2006   | Kitt Peak            | Spacewatch                                             |
| 181477 -          | 2006 TN87              | 13 d'octubre de 2006   | Kitt Peak            | Spacewatch                                             |
| 181478 -          | 2006 TR88              | 13 d'octubre de 2006   | Kitt Peak            | Spacewatch                                             |
| 181479 -          | 2006 TL90              | 13 d'octubre de 2006   | Kitt Peak            | Spacewatch                                             |
| 181480 -          | 2006 TF92              | 13 d'octubre de 2006   | Kitt Peak            | Spacewatch                                             |
| 181481 -          | 2006 TR92              | 15 d'octubre de 2006   | Kitt Peak            | Spacewatch                                             |
| 181482 -          | 2006 TO93              | 15 d'octubre de 2006   | Kitt Peak            | Spacewatch                                             |
| 181483 Ampleforth | 2006 TA95              | 15 d'octubre de 2006   | Côtes de Meuse       | M. Dawson                                              |
| 181484 -          | 2006 TH96              | 12 d'octubre de 2006   | Palomar              | NEAT                                                   |
| 181485 -          | 2006 TT99              | 15 d'octubre de 2006   | Kitt Peak            | Spacewatch                                             |
| 181486 -          | 2006 TT101             | 15 d'octubre de 2006   | Kitt Peak            | Spacewatch                                             |
| 181487 -          | 2006 TA104             | 15 d'octubre de 2006   | Kitt Peak            | Spacewatch                                             |
| 181488 -          | 2006 TM104             | 15 d'octubre de 2006   | Kitt Peak            | Spacewatch                                             |
| 181489 -          | 2006 TV109             | 11 d'octubre de 2006   | Palomar              | NEAT                                                   |
| 181490 -          | 2006 TK110             | 13 d'octubre de 2006   | Kitt Peak            | Spacewatch                                             |
| 181491 -          | 2006 TR111             | 1 d'octubre de 2006    | Apache Point         | A. C. Becker                                           |
| 181492 -          | 2006 UU1               | 16 d'octubre de 2006   | Wrightwood           | J. W. Young                                            |
| 181493 -          | 2006 UJ3               | 16 d'octubre de 2006   | Kitt Peak            | Spacewatch                                             |
| 181494 -          | 2006 UJ4               | 16 d'octubre de 2006   | San Marcello         | San Marcello                                           |
| 181495 -          | 2006 UZ5               | 16 d'octubre de 2006   | Kitt Peak            | Spacewatch                                             |
| 181496 -          | 2006 UM7               | 16 d'octubre de 2006   | Catalina             | CSS                                                    |
| 181497 -          | 2006 UX8               | 16 d'octubre de 2006   | Catalina             | CSS                                                    |
| 181498 -          | 2006 UK11              | 17 d'octubre de 2006   | Mount Lemmon         | Mount Lemmon Survey                                    |
| 181499 -          | 2006 UY11              | 17 d'octubre de 2006   | Mount Lemmon         | Mount Lemmon Survey                                    |
| 181500 -          | 2006 UJ14              | 17 d'octubre de 2006   | Mount Lemmon         | Mount Lemmon Survey                                    |
| 181501-181600     |                        |                        |                      |                                                        |
| 181501 -          | 2006 UY24              | 16 d'octubre de 2006   | Kitt Peak            | Spacewatch                                             |
| 181502 -          | 2006 UY27              | 16 d'octubre de 2006   | Kitt Peak            | Spacewatch                                             |
| 181503 -          | 2006 UC37              | 16 d'octubre de 2006   | Kitt Peak            | Spacewatch                                             |
| 181504 -          | 2006 UL39              | 16 d'octubre de 2006   | Kitt Peak            | Spacewatch                                             |
| 181505 -          | 2006 UR40              | 16 d'octubre de 2006   | Kitt Peak            | Spacewatch                                             |
| 181506 -          | 2006 UO41              | 16 d'octubre de 2006   | Kitt Peak            | Spacewatch                                             |
| 181507 -          | 2006 UT41              | 16 d'octubre de 2006   | Kitt Peak            | Spacewatch                                             |
| 181508 -          | 2006 UC45              | 16 d'octubre de 2006   | Kitt Peak            | Spacewatch                                             |
| 181509 -          | 2006 UJ52              | 17 d'octubre de 2006   | Mount Lemmon         | Mount Lemmon Survey                                    |
| 181510 -          | 2006 UA63              | 21 d'octubre de 2006   | Mount Lemmon         | Mount Lemmon Survey                                    |
| 181511 -          | 2006 UY67              | 16 d'octubre de 2006   | Catalina             | CSS                                                    |
| 181512 -          | 2006 UT70              | 16 d'octubre de 2006   | Catalina             | CSS                                                    |
| 181513 -          | 2006 UC71              | 16 d'octubre de 2006   | Catalina             | CSS                                                    |
| 181514 -          | 2006 UY76              | 17 d'octubre de 2006   | Kitt Peak            | Spacewatch                                             |
| 181515 -          | 2006 UE77              | 17 d'octubre de 2006   | Kitt Peak            | Spacewatch                                             |
| 181516 -          | 2006 UW78              | 17 d'octubre de 2006   | Kitt Peak            | Spacewatch                                             |
| 181517 -          | 2006 UP79              | 17 d'octubre de 2006   | Kitt Peak            | Spacewatch                                             |
| 181518 -          | 2006 UL86              | 17 d'octubre de 2006   | Mount Lemmon         | Mount Lemmon Survey                                    |
| 181519 -          | 2006 UR87              | 17 d'octubre de 2006   | Mount Lemmon         | Mount Lemmon Survey                                    |
| 181520 -          | 2006 UY99              | 18 d'octubre de 2006   | Kitt Peak            | Spacewatch                                             |
| 181521 -          | 2006 US101             | 18 d'octubre de 2006   | Kitt Peak            | Spacewatch                                             |
| 181522 -          | 2006 UW102             | 18 d'octubre de 2006   | Kitt Peak            | Spacewatch                                             |
| 181523 -          | 2006 UW103             | 18 d'octubre de 2006   | Kitt Peak            | Spacewatch                                             |
| 181524 -          | 2006 UQ106             | 18 d'octubre de 2006   | Kitt Peak            | Spacewatch                                             |
| 181525 -          | 2006 UP117             | 19 d'octubre de 2006   | Kitt Peak            | Spacewatch                                             |
| 181526 -          | 2006 UQ118             | 19 d'octubre de 2006   | Kitt Peak            | Spacewatch                                             |
| 181527 -          | 2006 UG131             | 19 d'octubre de 2006   | Kitt Peak            | Spacewatch                                             |
| 181528 -          | 2006 UD133             | 19 d'octubre de 2006   | Kitt Peak            | Spacewatch                                             |
| 181529 -          | 2006 UM134             | 19 d'octubre de 2006   | Kitt Peak            | Spacewatch                                             |
| 181530 -          | 2006 UD137             | 19 d'octubre de 2006   | Mount Lemmon         | Mount Lemmon Survey                                    |
| 181531 -          | 2006 UE137             | 19 d'octubre de 2006   | Catalina             | CSS                                                    |
| 181532 -          | 2006 UK141             | 19 d'octubre de 2006   | Mount Lemmon         | Mount Lemmon Survey                                    |
| 181533 -          | 2006 UJ144             | 19 d'octubre de 2006   | Kitt Peak            | Spacewatch                                             |
| 181534 -          | 2006 UC152             | 20 d'octubre de 2006   | Kitt Peak            | Spacewatch                                             |
| 181535 -          | 2006 UA170             | 21 d'octubre de 2006   | Mount Lemmon         | Mount Lemmon Survey                                    |
| 181536 -          | 2006 UE174             | 19 d'octubre de 2006   | Mount Lemmon         | Mount Lemmon Survey                                    |
| 181537 -          | 2006 UE175             | 16 d'octubre de 2006   | Catalina             | CSS                                                    |
| 181538 -          | 2006 UL176             | 16 d'octubre de 2006   | Catalina             | CSS                                                    |
| 181539 -          | 2006 UX177             | 16 d'octubre de 2006   | Catalina             | CSS                                                    |
| 181540 -          | 2006 UA181             | 16 d'octubre de 2006   | Catalina             | CSS                                                    |
| 181541 -          | 2006 UK188             | 19 d'octubre de 2006   | Catalina             | CSS                                                    |
| 181542 -          | 2006 UM189             | 19 d'octubre de 2006   | Catalina             | CSS                                                    |
| 181543 -          | 2006 UZ189             | 19 d'octubre de 2006   | Catalina             | CSS                                                    |
| 181544 -          | 2006 UH191             | 19 d'octubre de 2006   | Catalina             | CSS                                                    |
| 181545 -          | 2006 UX198             | 20 d'octubre de 2006   | Kitt Peak            | Spacewatch                                             |
| 181546 -          | 2006 US204             | 22 d'octubre de 2006   | Palomar              | NEAT                                                   |
| 181547 -          | 2006 UT217             | 31 d'octubre de 2006   | 7300 Observatory     | W. K. Y. Yeung                                         |
| 181548 -          | 2006 UG220             | 16 d'octubre de 2006   | Kitt Peak            | Spacewatch                                             |
| 181549 -          | 2006 US238             | 23 d'octubre de 2006   | Kitt Peak            | Spacewatch                                             |
| 181550 -          | 2006 UF251             | 27 d'octubre de 2006   | Mount Lemmon         | Mount Lemmon Survey                                    |
| 181551 -          | 2006 UC254             | 27 d'octubre de 2006   | Mount Lemmon         | Mount Lemmon Survey                                    |
| 181552 -          | 2006 UK266             | 27 d'octubre de 2006   | Kitt Peak            | Spacewatch                                             |
| 181553 -          | 2006 UB270             | 27 d'octubre de 2006   | Mount Lemmon         | Mount Lemmon Survey                                    |
| 181554 -          | 2006 UH273             | 27 d'octubre de 2006   | Kitt Peak            | Spacewatch                                             |
| 181555 -          | 2006 US273             | 27 d'octubre de 2006   | Kitt Peak            | Spacewatch                                             |
| 181556 -          | 2006 UR275             | 28 d'octubre de 2006   | Kitt Peak            | Spacewatch                                             |
| 181557 -          | 2006 UJ282             | 28 d'octubre de 2006   | Mount Lemmon         | Mount Lemmon Survey                                    |
| 181558 -          | 2006 UT282             | 28 d'octubre de 2006   | Kitt Peak            | Spacewatch                                             |
| 181559 -          | 2006 US284             | 28 d'octubre de 2006   | Kitt Peak            | Spacewatch                                             |
| 181560 -          | 2006 UY284             | 28 d'octubre de 2006   | Mount Lemmon         | Mount Lemmon Survey                                    |
| 181561 -          | 2006 UX286             | 28 d'octubre de 2006   | Kitt Peak            | Spacewatch                                             |
| 181562 -          | 2006 UT325             | 20 d'octubre de 2006   | Kitt Peak            | M. W. Buie                                             |
| 181563 -          | 2006 UQ329             | 27 d'octubre de 2006   | Catalina             | CSS                                                    |
| 181564 -          | 2006 UJ331             | 17 d'octubre de 2006   | Catalina             | CSS                                                    |
| 181565 -          | 2006 VQ5               | 10 de novembre de 2006 | Kitt Peak            | Spacewatch                                             |
| 181566 -          | 2006 VT8               | 11 de novembre de 2006 | Kitt Peak            | Spacewatch                                             |
| 181567 -          | 2006 VA9               | 11 de novembre de 2006 | Catalina             | CSS                                                    |
| 181568 -          | 2006 VP20              | 9 de novembre de 2006  | Kitt Peak            | Spacewatch                                             |
| 181569 -          | 2006 VD21              | 9 de novembre de 2006  | Lulin Observatory    | H.-C. Lin, Q.-z. Ye                                    |
| 181570 -          | 2006 VZ21              | 10 de novembre de 2006 | Kitt Peak            | Spacewatch                                             |
| 181571 -          | 2006 VT23              | 10 de novembre de 2006 | Kitt Peak            | Spacewatch                                             |
| 181572 -          | 2006 VF27              | 10 de novembre de 2006 | Kitt Peak            | Spacewatch                                             |
| 181573 -          | 2006 VN45              | 11 de novembre de 2006 | Catalina             | CSS                                                    |
| 181574 -          | 2006 VL50              | 10 de novembre de 2006 | Kitt Peak            | Spacewatch                                             |
| 181575 -          | 2006 VX56              | 11 de novembre de 2006 | Kitt Peak            | Spacewatch                                             |
| 181576 -          | 2006 VC57              | 11 de novembre de 2006 | Kitt Peak            | Spacewatch                                             |
| 181577 -          | 2006 VV64              | 11 de novembre de 2006 | Kitt Peak            | Spacewatch                                             |
| 181578 -          | 2006 VS72              | 11 de novembre de 2006 | Mount Lemmon         | Mount Lemmon Survey                                    |
| 181579 -          | 2006 VL73              | 11 de novembre de 2006 | Mount Lemmon         | Mount Lemmon Survey                                    |
| 181580 -          | 2006 VP77              | 12 de novembre de 2006 | Mount Lemmon         | Mount Lemmon Survey                                    |
| 181581 -          | 2006 VR87              | 14 de novembre de 2006 | Catalina             | CSS                                                    |
| 181582 -          | 2006 VS101             | 12 de novembre de 2006 | Catalina             | CSS                                                    |
| 181583 -          | 2006 VH108             | 13 de novembre de 2006 | Palomar              | NEAT                                                   |
| 181584 -          | 2006 VT113             | 13 de novembre de 2006 | Mount Lemmon         | Mount Lemmon Survey                                    |
| 181585 -          | 2006 VZ124             | 14 de novembre de 2006 | Kitt Peak            | Spacewatch                                             |
| 181586 -          | 2006 VU128             | 15 de novembre de 2006 | Kitt Peak            | Spacewatch                                             |
| 181587 -          | 2006 VR134             | 15 de novembre de 2006 | Catalina             | CSS                                                    |
| 181588 -          | 2006 VW136             | 15 de novembre de 2006 | Kitt Peak            | Spacewatch                                             |
| 181589 -          | 2006 VL138             | 15 de novembre de 2006 | Socorro              | LINEAR                                                 |
| 181590 -          | 2006 VU138             | 15 de novembre de 2006 | Kitt Peak            | Spacewatch                                             |
| 181591 -          | 2006 VS145             | 15 de novembre de 2006 | Catalina             | CSS                                                    |
| 181592 -          | 2006 VW146             | 15 de novembre de 2006 | Mount Lemmon         | Mount Lemmon Survey                                    |
| 181593 -          | 2006 VZ149             | 9 de novembre de 2006  | Palomar              | NEAT                                                   |
| 181594 -          | 2006 VE154             | 8 de novembre de 2006  | Palomar              | NEAT                                                   |
| 181595 -          | 2006 VE168             | 15 de novembre de 2006 | Mount Lemmon         | Mount Lemmon Survey                                    |
| 181596 -          | 2006 WJ2               | 18 de novembre de 2006 | Pla D'Arguines       | R. Ferrando                                            |
| 181597 -          | 2006 WU5               | 16 de novembre de 2006 | Kitt Peak            | Spacewatch                                             |
| 181598 -          | 2006 WQ21              | 17 de novembre de 2006 | Mount Lemmon         | Mount Lemmon Survey                                    |
| 181599 -          | 2006 WC25              | 17 de novembre de 2006 | Mount Lemmon         | Mount Lemmon Survey                                    |
| 181600 -          | 2006 WN34              | 16 de novembre de 2006 | Kitt Peak            | Spacewatch                                             |
| 181601-181700     |                        |                        |                      |                                                        |
| 181601 -          | 2006 WA39              | 16 de novembre de 2006 | Kitt Peak            | Spacewatch                                             |
| 181602 -          | 2006 WO39              | 16 de novembre de 2006 | Kitt Peak            | Spacewatch                                             |
| 181603 -          | 2006 WL42              | 16 de novembre de 2006 | Kitt Peak            | Spacewatch                                             |
| 181604 -          | 2006 WE44              | 16 de novembre de 2006 | Mount Lemmon         | Mount Lemmon Survey                                    |
| 181605 -          | 2006 WY48              | 16 de novembre de 2006 | Mount Lemmon         | Mount Lemmon Survey                                    |
| 181606 -          | 2006 WY51              | 16 de novembre de 2006 | Kitt Peak            | Spacewatch                                             |
| 181607 -          | 2006 WG60              | 17 de novembre de 2006 | Socorro              | LINEAR                                                 |
| 181608 -          | 2006 WT93              | 19 de novembre de 2006 | Kitt Peak            | Spacewatch                                             |
| 181609 -          | 2006 WB98              | 19 de novembre de 2006 | Kitt Peak            | Spacewatch                                             |
| 181610 -          | 2006 WW100             | 19 de novembre de 2006 | Socorro              | LINEAR                                                 |
| 181611 -          | 2006 WJ103             | 19 de novembre de 2006 | Kitt Peak            | Spacewatch                                             |
| 181612 -          | 2006 WM105             | 19 de novembre de 2006 | Kitt Peak            | Spacewatch                                             |
| 181613 -          | 2006 WC106             | 19 de novembre de 2006 | Kitt Peak            | Spacewatch                                             |
| 181614 -          | 2006 WL109             | 19 de novembre de 2006 | Kitt Peak            | Spacewatch                                             |
| 181615 -          | 2006 WN113             | 20 de novembre de 2006 | Kitt Peak            | Spacewatch                                             |
| 181616 -          | 2006 WX129             | 25 de novembre de 2006 | Goodricke-Pigott     | R. A. Tucker                                           |
| 181617 -          | 2006 WL141             | 20 de novembre de 2006 | Kitt Peak            | Spacewatch                                             |
| 181618 -          | 2006 WX149             | 20 de novembre de 2006 | Kitt Peak            | Spacewatch                                             |
| 181619 -          | 2006 WZ160             | 23 de novembre de 2006 | Kitt Peak            | Spacewatch                                             |
| 181620 -          | 2006 WA167             | 23 de novembre de 2006 | Kitt Peak            | Spacewatch                                             |
| 181621 -          | 2006 WC173             | 23 de novembre de 2006 | Kitt Peak            | Spacewatch                                             |
| 181622 -          | 2006 WX185             | 17 de novembre de 2006 | Palomar              | NEAT                                                   |
| 181623 -          | 2006 WO190             | 25 de novembre de 2006 | Mount Lemmon         | Mount Lemmon Survey                                    |
| 181624 -          | 2006 WO191             | 27 de novembre de 2006 | Catalina             | CSS                                                    |
| 181625 -          | 2006 WD193             | 27 de novembre de 2006 | Kitt Peak            | Spacewatch                                             |
| 181626 -          | 2006 XY5               | 8 de desembre de 2006  | Palomar              | NEAT                                                   |
| 181627 Philgeluck | 2006 XZ5               | 8 de desembre de 2006  | Tenagra II           | J.-C. Merlin                                           |
| 181628 -          | 2006 XJ7               | 9 de desembre de 2006  | Kitt Peak            | Spacewatch                                             |
| 181629 -          | 2006 XK8               | 9 de desembre de 2006  | Kitt Peak            | Spacewatch                                             |
| 181630 -          | 2006 XA10              | 9 de desembre de 2006  | Kitt Peak            | Spacewatch                                             |
| 181631 -          | 2006 XJ11              | 10 de desembre de 2006 | Kitt Peak            | Spacewatch                                             |
| 181632 -          | 2006 XP13              | 10 de desembre de 2006 | Kitt Peak            | Spacewatch                                             |
| 181633 -          | 2006 XZ17              | 10 de desembre de 2006 | Kitt Peak            | Spacewatch                                             |
| 181634 -          | 2006 XW20              | 11 de desembre de 2006 | Catalina             | CSS                                                    |
| 181635 -          | 2006 XK22              | 12 de desembre de 2006 | Kitt Peak            | Spacewatch                                             |
| 181636 -          | 2006 XT25              | 12 de desembre de 2006 | Mount Lemmon         | Mount Lemmon Survey                                    |
| 181637 -          | 2006 XC26              | 12 de desembre de 2006 | Catalina             | CSS                                                    |
| 181638 -          | 2006 XK33              | 11 de desembre de 2006 | Kitt Peak            | Spacewatch                                             |
| 181639 -          | 2006 XR43              | 12 de desembre de 2006 | Kitt Peak            | Spacewatch                                             |
| 181640 -          | 2006 XJ47              | 13 de desembre de 2006 | Socorro              | LINEAR                                                 |
| 181641 -          | 2006 XW48              | 13 de desembre de 2006 | Kitt Peak            | Spacewatch                                             |
| 181642 -          | 2006 XU65              | 12 de desembre de 2006 | Palomar              | NEAT                                                   |
| 181643 -          | 2006 YB5               | 17 de desembre de 2006 | Mount Lemmon         | Mount Lemmon Survey                                    |
| 181644 -          | 2006 YV7               | 20 de desembre de 2006 | Palomar              | NEAT                                                   |
| 181645 -          | 2006 YZ46              | 22 de desembre de 2006 | Socorro              | LINEAR                                                 |
| 181646 -          | 2007 AM16              | 10 de gener de 2007    | Kitt Peak            | Spacewatch                                             |
| 181647 -          | 2007 CT25              | 9 de febrer de 2007    | Kitt Peak            | Spacewatch                                             |
| 181648 -          | 2007 EE1               | 6 de març de 2007      | Palomar              | NEAT                                                   |
| 181649 -          | 2007 TO333             | 11 d'octubre de 2007   | Kitt Peak            | Spacewatch                                             |
| 181650 -          | 2007 UF33              | 16 d'octubre de 2007   | Catalina             | CSS                                                    |
| 181651 -          | 2007 UT59              | 30 d'octubre de 2007   | Mount Lemmon         | Mount Lemmon Survey                                    |
| 181652 -          | 2007 VO11              | 2 de novembre de 2007  | Catalina             | CSS                                                    |
| 181653 -          | 2007 VM99              | 2 de novembre de 2007  | Kitt Peak            | Spacewatch                                             |
| 181654 -          | 2007 VD166             | 5 de novembre de 2007  | Kitt Peak            | Spacewatch                                             |
| 181655 -          | 2007 VZ189             | 14 de novembre de 2007 | RAS                  | A. Lowe                                                |
| 181656 -          | 2007 VM231             | 7 de novembre de 2007  | Kitt Peak            | Spacewatch                                             |
| 181657 -          | 2007 VB263             | 13 de novembre de 2007 | Kitt Peak            | Spacewatch                                             |
| 181658 -          | 2007 VZ268             | 12 de novembre de 2007 | Socorro              | LINEAR                                                 |
| 181659 -          | 2007 XW1               | 3 de desembre de 2007  | Catalina             | CSS                                                    |
| 181660 -          | 2007 YK45              | 30 de desembre de 2007 | Mount Lemmon         | Mount Lemmon Survey                                    |
| 181661 -          | 2007 YO47              | 29 de desembre de 2007 | Suno                 | Suno                                                   |
| 181662 -          | 2007 YW55              | 31 de desembre de 2007 | Catalina             | CSS                                                    |
| 181663 -          | 2008 AW2               | 7 de gener de 2008     | Lulin Observatory    | LUSS                                                   |
| 181664 -          | 2008 AW16              | 10 de gener de 2008    | Kitt Peak            | Spacewatch                                             |
| 181665 -          | 2008 AG32              | 12 de gener de 2008    | Mount Lemmon         | Mount Lemmon Survey                                    |
| 181666 -          | 2008 AA33              | 13 de gener de 2008    | Socorro              | LINEAR                                                 |
| 181667 -          | 2008 AU38              | 10 de gener de 2008    | Catalina             | CSS                                                    |
| 181668 -          | 2008 AX44              | 10 de gener de 2008    | Kitt Peak            | Spacewatch                                             |
| 181669 -          | 2008 AE62              | 11 de gener de 2008    | Kitt Peak            | Spacewatch                                             |
| 181670 -          | 2008 BO15              | 28 de gener de 2008    | Lulin Observatory    | LUSS                                                   |
| 181671 -          | 2008 BO22              | 31 de gener de 2008    | Mount Lemmon         | Mount Lemmon Survey                                    |
| 181672 -          | 2008 BV23              | 31 de gener de 2008    | Mount Lemmon         | Mount Lemmon Survey                                    |
| 181673 -          | 2008 BM32              | 30 de gener de 2008    | Catalina             | CSS                                                    |
| 181674 -          | 2008 CF52              | 7 de febrer de 2008    | Kitt Peak            | Spacewatch                                             |
| 181675 -          | 2008 CC70              | 9 de febrer de 2008    | RAS                  | A. Lowe                                                |
| 181676 -          | 2213 P-L               | 22 d'octubre de 1960   | Palomar              | C. J. van Houten, I. van Houten-Groeneveld, T. Gehrels |
| 181677 -          | 2617 P-L               | 24 de setembre de 1960 | Palomar              | C. J. van Houten, I. van Houten-Groeneveld, T. Gehrels |
| 181678 -          | 2667 P-L               | 24 de setembre de 1960 | Palomar              | C. J. van Houten, I. van Houten-Groeneveld, T. Gehrels |
| 181679 -          | 2724 P-L               | 24 de setembre de 1960 | Palomar              | C. J. van Houten, I. van Houten-Groeneveld, T. Gehrels |
| 181680 -          | 4290 P-L               | 24 de setembre de 1960 | Palomar              | C. J. van Houten, I. van Houten-Groeneveld, T. Gehrels |
| 181681 -          | 4746 P-L               | 24 de setembre de 1960 | Palomar              | C. J. van Houten, I. van Houten-Groeneveld, T. Gehrels |
| 181682 -          | 4786 P-L               | 24 de setembre de 1960 | Palomar              | C. J. van Houten, I. van Houten-Groeneveld, T. Gehrels |
| 181683 -          | 4803 P-L               | 24 de setembre de 1960 | Palomar              | C. J. van Houten, I. van Houten-Groeneveld, T. Gehrels |
| 181684 -          | 6330 P-L               | 24 de setembre de 1960 | Palomar              | C. J. van Houten, I. van Houten-Groeneveld, T. Gehrels |
| 181685 -          | 6645 P-L               | 27 de setembre de 1960 | Palomar              | C. J. van Houten, I. van Houten-Groeneveld, T. Gehrels |
| 181686 -          | 6712 P-L               | 26 de setembre de 1960 | Palomar              | C. J. van Houten, I. van Houten-Groeneveld, T. Gehrels |
| 181687 -          | 9568 P-L               | 22 d'octubre de 1960   | Palomar              | C. J. van Houten, I. van Houten-Groeneveld, T. Gehrels |
| 181688 -          | 2331 T-2               | 30 de setembre de 1973 | Palomar              | C. J. van Houten, I. van Houten-Groeneveld, T. Gehrels |
| 181689 -          | 3093 T-2               | 30 de setembre de 1973 | Palomar              | C. J. van Houten, I. van Houten-Groeneveld, T. Gehrels |
| 181690 -          | 3174 T-2               | 30 de setembre de 1973 | Palomar              | C. J. van Houten, I. van Houten-Groeneveld, T. Gehrels |
| 181691 -          | 4089 T-2               | 29 de setembre de 1973 | Palomar              | C. J. van Houten, I. van Houten-Groeneveld, T. Gehrels |
| 181692 -          | 4621 T-2               | 30 de setembre de 1973 | Palomar              | C. J. van Houten, I. van Houten-Groeneveld, T. Gehrels |
| 181693 -          | 5096 T-2               | 25 de setembre de 1973 | Palomar              | C. J. van Houten, I. van Houten-Groeneveld, T. Gehrels |
| 181694 -          | 1049 T-3               | 17 d'octubre de 1977   | Palomar              | C. J. van Houten, I. van Houten-Groeneveld, T. Gehrels |
| 181695 -          | 3007 T-3               | 16 d'octubre de 1977   | Palomar              | C. J. van Houten, I. van Houten-Groeneveld, T. Gehrels |
| 181696 -          | 3113 T-3               | 16 d'octubre de 1977   | Palomar              | C. J. van Houten, I. van Houten-Groeneveld, T. Gehrels |
| 181697 -          | 5185 T-3               | 16 d'octubre de 1977   | Palomar              | C. J. van Houten, I. van Houten-Groeneveld, T. Gehrels |
| 181698 -          | 5684 T-3               | 16 d'octubre de 1977   | Palomar              | C. J. van Houten, I. van Houten-Groeneveld, T. Gehrels |
| 181699 -          | 5701 T-3               | 16 d'octubre de 1977   | Palomar              | C. J. van Houten, I. van Houten-Groeneveld, T. Gehrels |
| 181700 -          | 1981 EG2               | 2 de març de 1981      | Siding Spring        | S. J. Bus                                              |
| 181701-181800     |                        |                        |                      |                                                        |
| 181701 -          | 1981 EP34              | 2 de març de 1981      | Siding Spring        | S. J. Bus                                              |
| 181702 -          | 1988 RC9               | 15 de setembre de 1988 | Haute Provence       | E. W. Elst                                             |
| 181703 -          | 1988 TS                | 13 d'octubre de 1988   | Kushiro              | S. Ueda, H. Kaneda                                     |
| 181704 -          | 1989 NA                | 2 de juliol de 1989    | Palomar              | E. F. Helin                                            |
| 181705 -          | 1989 RY                | 3 de setembre de 1989  | Haute Provence       | E. W. Elst                                             |
| 181706 -          | 1991 UY3               | 31 d'octubre de 1991   | Kushiro              | S. Ueda, H. Kaneda                                     |
| 181707 -          | 1992 EN6               | 1 de març de 1992      | La Silla             | UESAC                                                  |
| 181708 -          | 1993 FW                | 28 de març de 1993     | Mauna Kea            | D. C. Jewitt, J. X. Luu                                |
| 181709 -          | 1993 FD32              | 19 de març de 1993     | La Silla             | UESAC                                                  |
| 181710 -          | 1993 SO8               | 17 de setembre de 1993 | La Silla             | E. W. Elst                                             |
| 181711 -          | 1993 SC9               | 22 de setembre de 1993 | La Silla             | H. Debehogne, E. W. Elst                               |
| 181712 -          | 1993 TQ16              | 9 d'octubre de 1993    | La Silla             | E. W. Elst                                             |
| 181713 -          | 1993 TL27              | 9 d'octubre de 1993    | La Silla             | E. W. Elst                                             |
| 181714 -          | 1993 TM27              | 9 d'octubre de 1993    | La Silla             | E. W. Elst                                             |
| 181715 -          | 1993 TO34              | 9 d'octubre de 1993    | La Silla             | E. W. Elst                                             |
| 181716 -          | 1994 BG2               | 18 de gener de 1994    | Kitt Peak            | Spacewatch                                             |
| 181717 -          | 1994 GD6               | 6 d'abril de 1994      | Kitt Peak            | Spacewatch                                             |
| 181718 -          | 1994 ST8               | 28 de setembre de 1994 | Kitt Peak            | Spacewatch                                             |
| 181719 -          | 1994 UX3               | 26 d'octubre de 1994   | Kitt Peak            | Spacewatch                                             |
| 181720 -          | 1994 YX3               | 31 de desembre de 1994 | Kitt Peak            | Spacewatch                                             |
| 181721 -          | 1995 BT10              | 29 de gener de 1995    | Kitt Peak            | Spacewatch                                             |
| 181722 -          | 1995 CU                | 1 de febrer de 1995    | San Marcello         | A. Boattini, L. Tesi                                   |
| 181723 -          | 1995 DY6               | 24 de febrer de 1995   | Kitt Peak            | Spacewatch                                             |
| 181724 -          | 1995 FX11              | 27 de març de 1995     | Kitt Peak            | Spacewatch                                             |
| 181725 -          | 1995 FO20              | 31 de març de 1995     | Kitt Peak            | Spacewatch                                             |
| 181726 -          | 1995 MY6               | 29 de juny de 1995     | Kitt Peak            | Spacewatch                                             |
| 181727 -          | 1995 QB14              | 25 d'agost de 1995     | Kitt Peak            | Spacewatch                                             |
| 181728 -          | 1995 ST10              | 17 de setembre de 1995 | Kitt Peak            | Spacewatch                                             |
| 181729 -          | 1995 SP16              | 18 de setembre de 1995 | Kitt Peak            | Spacewatch                                             |
| 181730 -          | 1995 SN49              | 22 de setembre de 1995 | Kitt Peak            | Spacewatch                                             |
| 181731 -          | 1995 SD60              | 24 de setembre de 1995 | Kitt Peak            | Spacewatch                                             |
| 181732 -          | 1995 SM67              | 18 de setembre de 1995 | Kitt Peak            | Spacewatch                                             |
| 181733 -          | 1995 TL4               | 15 d'octubre de 1995   | Kitt Peak            | Spacewatch                                             |
| 181734 -          | 1995 UQ6               | 23 d'octubre de 1995   | San Marcello         | L. Tesi, A. Boattini                                   |
| 181735 -          | 1995 UX16              | 17 d'octubre de 1995   | Kitt Peak            | Spacewatch                                             |
| 181736 -          | 1995 US21              | 19 d'octubre de 1995   | Kitt Peak            | Spacewatch                                             |
| 181737 -          | 1995 UQ43              | 25 d'octubre de 1995   | Kitt Peak            | Spacewatch                                             |
| 181738 -          | 1995 UD50              | 17 d'octubre de 1995   | Kitt Peak            | Spacewatch                                             |
| 181739 -          | 1995 UA78              | 23 d'octubre de 1995   | Kitt Peak            | Spacewatch                                             |
| 181740 -          | 1995 VX8               | 14 de novembre de 1995 | Kitt Peak            | Spacewatch                                             |
| 181741 -          | 1995 VG15              | 15 de novembre de 1995 | Kitt Peak            | Spacewatch                                             |
| 181742 -          | 1995 WL15              | 17 de novembre de 1995 | Kitt Peak            | Spacewatch                                             |
| 181743 -          | 1995 XJ4               | 14 de desembre de 1995 | Kitt Peak            | Spacewatch                                             |
| 181744 -          | 1995 YT8               | 18 de desembre de 1995 | Kitt Peak            | Spacewatch                                             |
| 181745 -          | 1995 YY18              | 22 de desembre de 1995 | Kitt Peak            | Spacewatch                                             |
| 181746 -          | 1996 AR10              | 13 de gener de 1996    | Kitt Peak            | Spacewatch                                             |
| 181747 -          | 1996 BV13              | 16 de gener de 1996    | Kitt Peak            | Spacewatch                                             |
| 181748 -          | 1996 DC2               | 26 de febrer de 1996   | Siding Spring        | R. H. McNaught                                         |
| 181749 -          | 1996 EX8               | 12 de març de 1996     | Kitt Peak            | Spacewatch                                             |
| 181750 -          | 1996 FL14              | 19 de març de 1996     | Kitt Peak            | Spacewatch                                             |
| 181751 -          | 1996 HS12              | 17 d'abril de 1996     | La Silla             | E. W. Elst                                             |
| 181752 -          | 1996 JZ6               | 11 de maig de 1996     | Kitt Peak            | Spacewatch                                             |
| 181753 -          | 1996 RM19              | 7 de setembre de 1996  | Kitt Peak            | Spacewatch                                             |
| 181754 -          | 1996 RW25              | 13 de setembre de 1996 | Haleakala            | NEAT                                                   |
| 181755 -          | 1996 TV17              | 4 d'octubre de 1996    | Kitt Peak            | Spacewatch                                             |
| 181756 -          | 1996 TO27              | 7 d'octubre de 1996    | Kitt Peak            | Spacewatch                                             |
| 181757 -          | 1996 TL30              | 7 d'octubre de 1996    | Kitt Peak            | Spacewatch                                             |
| 181758 -          | 1996 TQ32              | 10 d'octubre de 1996   | Kitt Peak            | Spacewatch                                             |
| 181759 -          | 1996 TX50              | 4 d'octubre de 1996    | La Silla             | E. W. Elst                                             |
| 181760 -          | 1996 TJ67              | 7 d'octubre de 1996    | Kitt Peak            | Spacewatch                                             |
| 181761 -          | 1996 VR2               | 10 de novembre de 1996 | Sudbury              | D. di Cicco                                            |
| 181762 -          | 1996 VX17              | 6 de novembre de 1996  | Kitt Peak            | Spacewatch                                             |
| 181763 -          | 1996 VR25              | 10 de novembre de 1996 | Kitt Peak            | Spacewatch                                             |
| 181764 -          | 1996 VH26              | 10 de novembre de 1996 | Kitt Peak            | Spacewatch                                             |
| 181765 -          | 1996 XL7               | 1 de desembre de 1996  | Kitt Peak            | Spacewatch                                             |
| 181766 -          | 1997 AW14              | 12 de gener de 1997    | Kleť                 | Kleť                                                   |
| 181767 -          | 1997 CG7               | 1 de febrer de 1997    | Kitt Peak            | Spacewatch                                             |
| 181768 -          | 1997 CQ15              | 6 de febrer de 1997    | Kitt Peak            | Spacewatch                                             |
| 181769 -          | 1997 CR25              | 13 de febrer de 1997   | Kitt Peak            | Spacewatch                                             |
| 181770 -          | 1997 EF57              | 10 de març de 1997     | La Silla             | E. W. Elst                                             |
| 181771 -          | 1997 GG3               | 5 d'abril de 1997      | Haleakala            | NEAT                                                   |
| 181772 -          | 1997 LS2               | 6 de juny de 1997      | Mauna Kea            | C. Veillet                                             |
| 181773 -          | 1997 LH5               | 2 de juny de 1997      | Kitt Peak            | Spacewatch                                             |
| 181774 -          | 1997 LK10              | 7 de juny de 1997      | La Silla             | E. W. Elst                                             |
| 181775 -          | 1997 TW1               | 3 d'octubre de 1997    | Caussols             | ODAS                                                   |
| 181776 -          | 1997 TM6               | 2 d'octubre de 1997    | Caussols             | ODAS                                                   |
| 181777 -          | 1997 TN9               | 2 d'octubre de 1997    | Kitt Peak            | Spacewatch                                             |
| 181778 -          | 1997 UN5               | 21 d'octubre de 1997   | Kitt Peak            | Spacewatch                                             |
| 181779 -          | 1997 US18              | 28 d'octubre de 1997   | Kitt Peak            | Spacewatch                                             |
| 181780 -          | 1997 WH6               | 23 de novembre de 1997 | Kitt Peak            | Spacewatch                                             |
| 181781 -          | 1997 YG4               | 23 de desembre de 1997 | Xinglong             | Beijing Schmidt CCD Asteroid Program                   |
| 181782 -          | 1998 AO11              | 2 de gener de 1998     | Kitt Peak            | Spacewatch                                             |
| 181783 -          | 1998 BV14              | 25 de gener de 1998    | Modra                | A. Galád                                               |
| 181784 -          | 1998 BO20              | 22 de gener de 1998    | Kitt Peak            | Spacewatch                                             |
| 181785 -          | 1998 BK29              | 25 de gener de 1998    | Kitt Peak            | Spacewatch                                             |
| 181786 -          | 1998 BY38              | 29 de gener de 1998    | Kitt Peak            | Spacewatch                                             |
| 181787 -          | 1998 DF17              | 23 de febrer de 1998   | Kitt Peak            | Spacewatch                                             |
| 181788 -          | 1998 DZ17              | 23 de febrer de 1998   | Kitt Peak            | Spacewatch                                             |
| 181789 -          | 1998 DD23              | 24 de febrer de 1998   | Kitt Peak            | Spacewatch                                             |
| 181790 -          | 1998 DD26              | 23 de febrer de 1998   | Kitt Peak            | Spacewatch                                             |
| 181791 -          | 1998 EX9               | 8 de març de 1998      | Xinglong             | Beijing Schmidt CCD Asteroid Program                   |
| 181792 -          | 1998 FD39              | 20 de març de 1998     | Socorro              | LINEAR                                                 |
| 181793 -          | 1998 HZ4               | 18 d'abril de 1998     | Kitt Peak            | Spacewatch                                             |
| 181794 -          | 1998 HF5               | 22 d'abril de 1998     | Kitt Peak            | Spacewatch                                             |
| 181795 -          | 1998 HU67              | 21 d'abril de 1998     | Socorro              | LINEAR                                                 |
| 181796 -          | 1998 HN122             | 23 d'abril de 1998     | Socorro              | LINEAR                                                 |
| 181797 -          | 1998 MR2               | 19 de juny de 1998     | Socorro              | LINEAR                                                 |
| 181798 -          | 1998 MJ40              | 26 de juny de 1998     | La Silla             | E. W. Elst                                             |
| 181799 -          | 1998 OD4               | 24 de juliol de 1998   | Caussols             | ODAS                                                   |
| 181800 -          | 1998 QZ4               | 22 d'agost de 1998     | Xinglong             | Beijing Schmidt CCD Asteroid Program                   |
| 181801-181900     |                        |                        |                      |                                                        |
| 181801 -          | 1998 QD22              | 17 d'agost de 1998     | Socorro              | LINEAR                                                 |
| 181802 -          | 1998 QZ27              | 26 d'agost de 1998     | Kitt Peak            | Spacewatch                                             |
| 181803 -          | 1998 QY73              | 24 d'agost de 1998     | Socorro              | LINEAR                                                 |
| 181804 -          | 1998 QO81              | 24 d'agost de 1998     | Socorro              | LINEAR                                                 |
| 181805 -          | 1998 QN88              | 24 d'agost de 1998     | Socorro              | LINEAR                                                 |
| 181806 -          | 1998 QT95              | 19 d'agost de 1998     | Socorro              | LINEAR                                                 |
| 181807 -          | 1998 QA97              | 19 d'agost de 1998     | Socorro              | LINEAR                                                 |
| 181808 -          | 1998 QY106             | 25 d'agost de 1998     | La Silla             | E. W. Elst                                             |
| 181809 -          | 1998 RN4               | 14 de setembre de 1998 | Socorro              | LINEAR                                                 |
| 181810 -          | 1998 RP14              | 14 de setembre de 1998 | Kitt Peak            | Spacewatch                                             |
| 181811 -          | 1998 RV14              | 14 de setembre de 1998 | Kitt Peak            | Spacewatch                                             |
| 181812 -          | 1998 RH24              | 14 de setembre de 1998 | Socorro              | LINEAR                                                 |
| 181813 -          | 1998 RC33              | 14 de setembre de 1998 | Socorro              | LINEAR                                                 |
| 181814 -          | 1998 RS41              | 14 de setembre de 1998 | Socorro              | LINEAR                                                 |
| 181815 -          | 1998 RX43              | 14 de setembre de 1998 | Socorro              | LINEAR                                                 |
| 181816 -          | 1998 RD55              | 14 de setembre de 1998 | Socorro              | LINEAR                                                 |
| 181817 -          | 1998 RL58              | 14 de setembre de 1998 | Socorro              | LINEAR                                                 |
| 181818 -          | 1998 RX58              | 14 de setembre de 1998 | Socorro              | LINEAR                                                 |
| 181819 -          | 1998 RM66              | 14 de setembre de 1998 | Socorro              | LINEAR                                                 |
| 181820 -          | 1998 SM2               | 18 de setembre de 1998 | Caussols             | ODAS                                                   |
| 181821 -          | 1998 SV7               | 20 de setembre de 1998 | Kitt Peak            | Spacewatch                                             |
| 181822 -          | 1998 SQ9               | 17 de setembre de 1998 | Xinglong             | Beijing Schmidt CCD Asteroid Program                   |
| 181823 -          | 1998 SK12              | 21 de setembre de 1998 | Višnjan Observatory  | Višnjan Observatory                                    |
| 181824 -          | 1998 SY35              | 24 de setembre de 1998 | Drebach              | J. Kandler, G. Lehmann                                 |
| 181825 -          | 1998 SR39              | 23 de setembre de 1998 | Kitt Peak            | Spacewatch                                             |
| 181826 -          | 1998 SP49              | 22 de setembre de 1998 | Bergisch Gladbach    | W. Bickel                                              |
| 181827 -          | 1998 SS50              | 26 de setembre de 1998 | Kitt Peak            | Spacewatch                                             |
| 181828 -          | 1998 SU58              | 17 de setembre de 1998 | Anderson Mesa        | LONEOS                                                 |
| 181829 -          | 1998 SY62              | 25 de setembre de 1998 | Xinglong             | Beijing Schmidt CCD Asteroid Program                   |
| 181830 -          | 1998 SG80              | 26 de setembre de 1998 | Socorro              | LINEAR                                                 |
| 181831 -          | 1998 SE84              | 26 de setembre de 1998 | Socorro              | LINEAR                                                 |
| 181832 -          | 1998 SZ87              | 26 de setembre de 1998 | Socorro              | LINEAR                                                 |
| 181833 -          | 1998 SW112             | 26 de setembre de 1998 | Socorro              | LINEAR                                                 |
| 181834 -          | 1998 SW116             | 26 de setembre de 1998 | Socorro              | LINEAR                                                 |
| 181835 -          | 1998 SU125             | 26 de setembre de 1998 | Socorro              | LINEAR                                                 |
| 181836 -          | 1998 SS149             | 26 de setembre de 1998 | Socorro              | LINEAR                                                 |
| 181837 -          | 1998 SF160             | 26 de setembre de 1998 | Socorro              | LINEAR                                                 |
| 181838 -          | 1998 SQ165             | 18 de setembre de 1998 | Catalina             | CSS                                                    |
| 181839 -          | 1998 TM3               | 14 d'octubre de 1998   | Socorro              | LINEAR                                                 |
| 181840 -          | 1998 TS12              | 13 d'octubre de 1998   | Kitt Peak            | Spacewatch                                             |
| 181841 -          | 1998 TD14              | 14 d'octubre de 1998   | Kitt Peak            | Spacewatch                                             |
| 181842 -          | 1998 TF16              | 15 d'octubre de 1998   | Caussols             | ODAS                                                   |
| 181843 -          | 1998 TK20              | 13 d'octubre de 1998   | Kitt Peak            | Spacewatch                                             |
| 181844 -          | 1998 TG29              | 15 d'octubre de 1998   | Kitt Peak            | Spacewatch                                             |
| 181845 -          | 1998 TS31              | 11 d'octubre de 1998   | Anderson Mesa        | LONEOS                                                 |
| 181846 -          | 1998 UG2               | 20 d'octubre de 1998   | Caussols             | ODAS                                                   |
| 181847 -          | 1998 UG10              | 16 d'octubre de 1998   | Kitt Peak            | Spacewatch                                             |
| 181848 -          | 1998 UT14              | 23 d'octubre de 1998   | Kitt Peak            | Spacewatch                                             |
| 181849 -          | 1998 UM17              | 17 d'octubre de 1998   | Xinglong             | Beijing Schmidt CCD Asteroid Program                   |
| 181850 -          | 1998 UA47              | 24 d'octubre de 1998   | Kitt Peak            | Spacewatch                                             |
| 181851 -          | 1998 UX48              | 17 d'octubre de 1998   | Anderson Mesa        | LONEOS                                                 |
| 181852 -          | 1998 VF27              | 10 de novembre de 1998 | Socorro              | LINEAR                                                 |
| 181853 -          | 1998 WT11              | 21 de novembre de 1998 | Socorro              | LINEAR                                                 |
| 181854 -          | 1998 WT12              | 21 de novembre de 1998 | Socorro              | LINEAR                                                 |
| 181855 -          | 1998 WT31              | 18 de novembre de 1998 | Kitt Peak            | M. W. Buie                                             |
| 181856 -          | 1998 XV3               | 9 de desembre de 1998  | Oizumi               | T. Kobayashi                                           |
| 181857 -          | 1998 XH6               | 8 de desembre de 1998  | Kitt Peak            | Spacewatch                                             |
| 181858 -          | 1998 XE7               | 8 de desembre de 1998  | Kitt Peak            | Spacewatch                                             |
| 181859 -          | 1998 XM10              | 8 de desembre de 1998  | Caussols             | ODAS                                                   |
| 181860 -          | 1998 XU20              | 10 de desembre de 1998 | Kitt Peak            | Spacewatch                                             |
| 181861 -          | 1998 XS33              | 14 de desembre de 1998 | Socorro              | LINEAR                                                 |
| 181862 -          | 1998 XF46              | 14 de desembre de 1998 | Socorro              | LINEAR                                                 |
| 181863 -          | 1998 XB100             | 12 de desembre de 1998 | Socorro              | LINEAR                                                 |
| 181864 -          | 1999 AQ9               | 10 de gener de 1999    | Xinglong             | Beijing Schmidt CCD Asteroid Program                   |
| 181865 -          | 1999 BP32              | 19 de gener de 1999    | Kitt Peak            | Spacewatch                                             |
| 181866 -          | 1999 CU12              | 14 de febrer de 1999   | Caussols             | ODAS                                                   |
| 181867 -          | 1999 CV118             | 10 de febrer de 1999   | Mauna Kea            | D. C. Jewitt, C. A. Trujillo, J. X. Luu                |
| 181868 -          | 1999 CG119             | 11 de febrer de 1999   | Mauna Kea            | J. X. Luu, C. A. Trujillo, D. C. Jewitt                |
| 181869 -          | 1999 CA129             | 11 de febrer de 1999   | Socorro              | LINEAR                                                 |
| 181870 -          | 1999 CJ145             | 8 de febrer de 1999    | Kitt Peak            | Spacewatch                                             |
| 181871 -          | 1999 CO153             | 12 de febrer de 1999   | Mauna Kea            | C. A. Trujillo, J. X. Luu, D. C. Jewitt                |
| 181872 -          | 1999 FL90              | 21 de març de 1999     | Apache Point         | SDSS                                                   |
| 181873 -          | 1999 GY12              | 12 d'abril de 1999     | Kitt Peak            | Spacewatch                                             |
| 181874 -          | 1999 HW11              | 18 d'abril de 1999     | Kitt Peak            | Kitt Peak                                              |
| 181875 -          | 1999 JC131             | 13 de maig de 1999     | Socorro              | LINEAR                                                 |
| 181876 -          | 1999 JC135             | 12 de maig de 1999     | Socorro              | LINEAR                                                 |
| 181877 -          | 1999 LZ33              | 11 de juny de 1999     | Catalina             | CSS                                                    |
| 181878 -          | 1999 OT                | 17 de juliol de 1999   | Bergisch Gladbach    | W. Bickel                                              |
| 181879 -          | 1999 PE2               | 9 d'agost de 1999      | Prescott             | P. G. Comba                                            |
| 181880 -          | 1999 PE7               | 6 d'agost de 1999      | Cerro Tololo         | J. W. Parker                                           |
| 181881 -          | 1999 PB9               | 8 d'agost de 1999      | Anderson Mesa        | LONEOS                                                 |
| 181882 -          | 1999 RF14              | 7 de setembre de 1999  | Socorro              | LINEAR                                                 |
| 181883 -          | 1999 RO21              | 7 de setembre de 1999  | Socorro              | LINEAR                                                 |
| 181884 -          | 1999 RS28              | 8 de setembre de 1999  | Ondřejov             | L. Šarounová                                           |
| 181885 -          | 1999 RK32              | 9 de setembre de 1999  | Višnjan Observatory  | K. Korlević                                            |
| 181886 -          | 1999 RP32              | 9 de setembre de 1999  | Eskridge             | G. Bell, G. Hug                                        |
| 181887 -          | 1999 RB55              | 7 de setembre de 1999  | Socorro              | LINEAR                                                 |
| 181888 -          | 1999 RQ73              | 7 de setembre de 1999  | Socorro              | LINEAR                                                 |
| 181889 -          | 1999 RQ92              | 7 de setembre de 1999  | Socorro              | LINEAR                                                 |
| 181890 -          | 1999 RP96              | 7 de setembre de 1999  | Socorro              | LINEAR                                                 |
| 181891 -          | 1999 RD106             | 8 de setembre de 1999  | Socorro              | LINEAR                                                 |
| 181892 -          | 1999 RY145             | 9 de setembre de 1999  | Socorro              | LINEAR                                                 |
| 181893 -          | 1999 RC148             | 9 de setembre de 1999  | Socorro              | LINEAR                                                 |
| 181894 -          | 1999 RN153             | 9 de setembre de 1999  | Socorro              | LINEAR                                                 |
| 181895 -          | 1999 RM155             | 9 de setembre de 1999  | Socorro              | LINEAR                                                 |
| 181896 -          | 1999 RN161             | 9 de setembre de 1999  | Socorro              | LINEAR                                                 |
| 181897 -          | 1999 RK164             | 9 de setembre de 1999  | Socorro              | LINEAR                                                 |
| 181898 -          | 1999 RS168             | 9 de setembre de 1999  | Socorro              | LINEAR                                                 |
| 181899 -          | 1999 RM178             | 9 de setembre de 1999  | Socorro              | LINEAR                                                 |
| 181900 -          | 1999 RX212             | 9 de setembre de 1999  | Socorro              | LINEAR                                                 |
| 181901-182000     |                        |                        |                      |                                                        |
| 181901 -          | 1999 RP214             | 6 de setembre de 1999  | Anderson Mesa        | LONEOS                                                 |
| 181902 -          | 1999 RD215             | 6 de setembre de 1999  | Mauna Kea            | C. A. Trujillo, J. X. Luu, D. C. Jewitt                |
| 181903 -          | 1999 RE237             | 8 de setembre de 1999  | Catalina             | CSS                                                    |
| 181904 -          | 1999 RN254             | 8 de setembre de 1999  | Catalina             | CSS                                                    |
| 181905 -          | 1999 SR1               | 20 de setembre de 1999 | Ondřejov             | L. Šarounová                                           |
| 181906 -          | 1999 SC4               | 29 de setembre de 1999 | Višnjan Observatory  | K. Korlević                                            |
| 181907 -          | 1999 SC14              | 29 de setembre de 1999 | Catalina             | CSS                                                    |
| 181908 -          | 1999 SG19              | 29 de setembre de 1999 | Catalina             | CSS                                                    |
| 181909 -          | 1999 TX15              | 12 d'octubre de 1999   | Ondřejov             | P. Pravec, P. Kušnirák                                 |
| 181910 -          | 1999 TR34              | 2 d'octubre de 1999    | Socorro              | LINEAR                                                 |
| 181911 -          | 1999 TQ39              | 3 d'octubre de 1999    | Catalina             | CSS                                                    |
| 181912 -          | 1999 TP41              | 2 d'octubre de 1999    | Kitt Peak            | Spacewatch                                             |
| 181913 -          | 1999 TS44              | 3 d'octubre de 1999    | Kitt Peak            | Spacewatch                                             |
| 181914 -          | 1999 TZ46              | 4 d'octubre de 1999    | Kitt Peak            | Spacewatch                                             |
| 181915 -          | 1999 TY51              | 4 d'octubre de 1999    | Kitt Peak            | Spacewatch                                             |
| 181916 -          | 1999 TH53              | 6 d'octubre de 1999    | Kitt Peak            | Spacewatch                                             |
| 181917 -          | 1999 TP71              | 9 d'octubre de 1999    | Kitt Peak            | Spacewatch                                             |
| 181918 -          | 1999 TL74              | 10 d'octubre de 1999   | Kitt Peak            | Spacewatch                                             |
| 181919 -          | 1999 TZ76              | 10 d'octubre de 1999   | Kitt Peak            | Spacewatch                                             |
| 181920 -          | 1999 TN79              | 11 d'octubre de 1999   | Kitt Peak            | Spacewatch                                             |
| 181921 -          | 1999 TQ79              | 11 d'octubre de 1999   | Kitt Peak            | Spacewatch                                             |
| 181922 -          | 1999 TQ80              | 11 d'octubre de 1999   | Kitt Peak            | Spacewatch                                             |
| 181923 -          | 1999 TD105             | 3 d'octubre de 1999    | Socorro              | LINEAR                                                 |
| 181924 -          | 1999 TW115             | 4 d'octubre de 1999    | Socorro              | LINEAR                                                 |
| 181925 -          | 1999 TW117             | 4 d'octubre de 1999    | Socorro              | LINEAR                                                 |
| 181926 -          | 1999 TT130             | 6 d'octubre de 1999    | Socorro              | LINEAR                                                 |
| 181927 -          | 1999 TM133             | 6 d'octubre de 1999    | Socorro              | LINEAR                                                 |
| 181928 -          | 1999 TE134             | 6 d'octubre de 1999    | Socorro              | LINEAR                                                 |
| 181929 -          | 1999 TR134             | 6 d'octubre de 1999    | Socorro              | LINEAR                                                 |
| 181930 -          | 1999 TD136             | 6 d'octubre de 1999    | Socorro              | LINEAR                                                 |
| 181931 -          | 1999 TJ138             | 6 d'octubre de 1999    | Socorro              | LINEAR                                                 |
| 181932 -          | 1999 TY138             | 6 d'octubre de 1999    | Socorro              | LINEAR                                                 |
| 181933 -          | 1999 TD142             | 7 d'octubre de 1999    | Socorro              | LINEAR                                                 |
| 181934 -          | 1999 TM144             | 7 d'octubre de 1999    | Socorro              | LINEAR                                                 |
| 181935 -          | 1999 TS155             | 7 d'octubre de 1999    | Socorro              | LINEAR                                                 |
| 181936 -          | 1999 TC158             | 7 d'octubre de 1999    | Socorro              | LINEAR                                                 |
| 181937 -          | 1999 TX159             | 9 d'octubre de 1999    | Socorro              | LINEAR                                                 |
| 181938 -          | 1999 TB161             | 9 d'octubre de 1999    | Socorro              | LINEAR                                                 |
| 181939 -          | 1999 TQ163             | 9 d'octubre de 1999    | Socorro              | LINEAR                                                 |
| 181940 -          | 1999 TJ169             | 10 d'octubre de 1999   | Socorro              | LINEAR                                                 |
| 181941 -          | 1999 TT173             | 10 d'octubre de 1999   | Socorro              | LINEAR                                                 |
| 181942 -          | 1999 TZ176             | 10 d'octubre de 1999   | Socorro              | LINEAR                                                 |
| 181943 -          | 1999 TT179             | 10 d'octubre de 1999   | Socorro              | LINEAR                                                 |
| 181944 -          | 1999 TN180             | 10 d'octubre de 1999   | Socorro              | LINEAR                                                 |
| 181945 -          | 1999 TC202             | 13 d'octubre de 1999   | Socorro              | LINEAR                                                 |
| 181946 -          | 1999 TM203             | 13 d'octubre de 1999   | Socorro              | LINEAR                                                 |
| 181947 -          | 1999 TG215             | 15 d'octubre de 1999   | Socorro              | LINEAR                                                 |
| 181948 -          | 1999 TP216             | 15 d'octubre de 1999   | Socorro              | LINEAR                                                 |
| 181949 -          | 1999 TF219             | 1 d'octubre de 1999    | Catalina             | CSS                                                    |
| 181950 -          | 1999 TB226             | 2 d'octubre de 1999    | Kitt Peak            | Spacewatch                                             |
| 181951 -          | 1999 TA228             | 1 d'octubre de 1999    | Kitt Peak            | Spacewatch                                             |
| 181952 -          | 1999 TL231             | 5 d'octubre de 1999    | Catalina             | CSS                                                    |
| 181953 -          | 1999 TH245             | 7 d'octubre de 1999    | Catalina             | CSS                                                    |
| 181954 -          | 1999 TT263             | 15 d'octubre de 1999   | Kitt Peak            | Spacewatch                                             |
| 181955 -          | 1999 TE272             | 3 d'octubre de 1999    | Socorro              | LINEAR                                                 |
| 181956 -          | 1999 TV287             | 10 d'octubre de 1999   | Socorro              | LINEAR                                                 |
| 181957 -          | 1999 TA289             | 10 d'octubre de 1999   | Socorro              | LINEAR                                                 |
| 181958 -          | 1999 UL7               | 30 d'octubre de 1999   | Socorro              | LINEAR                                                 |
| 181959 -          | 1999 UG21              | 31 d'octubre de 1999   | Kitt Peak            | Spacewatch                                             |
| 181960 -          | 1999 UM24              | 28 d'octubre de 1999   | Catalina             | CSS                                                    |
| 181961 -          | 1999 UA31              | 31 d'octubre de 1999   | Kitt Peak            | Spacewatch                                             |
| 181962 -          | 1999 UU35              | 31 d'octubre de 1999   | Kitt Peak            | Spacewatch                                             |
| 181963 -          | 1999 UO37              | 16 d'octubre de 1999   | Kitt Peak            | Spacewatch                                             |
| 181964 -          | 1999 UE40              | 16 d'octubre de 1999   | Socorro              | LINEAR                                                 |
| 181965 -          | 1999 UN41              | 18 d'octubre de 1999   | Kitt Peak            | Spacewatch                                             |
| 181966 -          | 1999 UA42              | 20 d'octubre de 1999   | Socorro              | LINEAR                                                 |
| 181967 -          | 1999 UW47              | 30 d'octubre de 1999   | Catalina             | CSS                                                    |
| 181968 -          | 1999 UW58              | 30 d'octubre de 1999   | Socorro              | LINEAR                                                 |
| 181969 -          | 1999 VU14              | 2 de novembre de 1999  | Kitt Peak            | Spacewatch                                             |
| 181970 -          | 1999 VF17              | 2 de novembre de 1999  | Kitt Peak            | Spacewatch                                             |
| 181971 -          | 1999 VM17              | 2 de novembre de 1999  | Kitt Peak            | Spacewatch                                             |
| 181972 -          | 1999 VD21              | 12 de novembre de 1999 | Farra d'Isonzo       | Farra d'Isonzo                                         |
| 181973 -          | 1999 VS26              | 3 de novembre de 1999  | Socorro              | LINEAR                                                 |
| 181974 -          | 1999 VJ30              | 3 de novembre de 1999  | Socorro              | LINEAR                                                 |
| 181975 -          | 1999 VK35              | 3 de novembre de 1999  | Socorro              | LINEAR                                                 |
| 181976 -          | 1999 VK45              | 4 de novembre de 1999  | Catalina             | CSS                                                    |
| 181977 -          | 1999 VJ64              | 4 de novembre de 1999  | Socorro              | LINEAR                                                 |
| 181978 -          | 1999 VV66              | 4 de novembre de 1999  | Socorro              | LINEAR                                                 |
| 181979 -          | 1999 VZ66              | 4 de novembre de 1999  | Socorro              | LINEAR                                                 |
| 181980 -          | 1999 VZ69              | 4 de novembre de 1999  | Socorro              | LINEAR                                                 |
| 181981 -          | 1999 VC71              | 4 de novembre de 1999  | Socorro              | LINEAR                                                 |
| 181982 -          | 1999 VO74              | 5 de novembre de 1999  | Kitt Peak            | Spacewatch                                             |
| 181983 -          | 1999 VO80              | 4 de novembre de 1999  | Socorro              | LINEAR                                                 |
| 181984 -          | 1999 VF82              | 5 de novembre de 1999  | Socorro              | LINEAR                                                 |
| 181985 -          | 1999 VW95              | 9 de novembre de 1999  | Socorro              | LINEAR                                                 |
| 181986 -          | 1999 VR104             | 9 de novembre de 1999  | Socorro              | LINEAR                                                 |
| 181987 -          | 1999 VQ108             | 9 de novembre de 1999  | Socorro              | LINEAR                                                 |
| 181988 -          | 1999 VF110             | 9 de novembre de 1999  | Socorro              | LINEAR                                                 |
| 181989 -          | 1999 VW111             | 9 de novembre de 1999  | Socorro              | LINEAR                                                 |
| 181990 -          | 1999 VG113             | 9 de novembre de 1999  | Socorro              | LINEAR                                                 |
| 181991 -          | 1999 VH121             | 4 de novembre de 1999  | Kitt Peak            | Spacewatch                                             |
| 181992 -          | 1999 VZ125             | 9 de novembre de 1999  | Kitt Peak            | Spacewatch                                             |
| 181993 -          | 1999 VP130             | 9 de novembre de 1999  | Kitt Peak            | Spacewatch                                             |
| 181994 -          | 1999 VO161             | 14 de novembre de 1999 | Socorro              | LINEAR                                                 |
| 181995 -          | 1999 VV165             | 14 de novembre de 1999 | Socorro              | LINEAR                                                 |
| 181996 -          | 1999 VQ167             | 14 de novembre de 1999 | Socorro              | LINEAR                                                 |
| 181997 -          | 1999 VR180             | 6 de novembre de 1999  | Socorro              | LINEAR                                                 |
| 181998 -          | 1999 VC212             | 12 de novembre de 1999 | Socorro              | LINEAR                                                 |
| 181999 -          | 1999 WG15              | 29 de novembre de 1999 | Kitt Peak            | Spacewatch                                             |
| 182000 -          | 1999 WX20              | 16 de novembre de 1999 | Kitt Peak            | Spacewatch                                             |